# Schwere Panzer-Abteilung

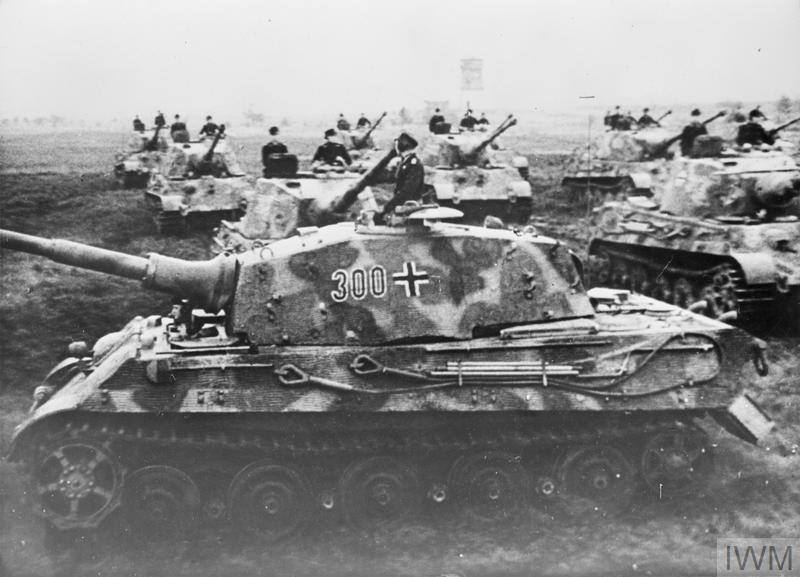
Schwere Panzer-Abteilung 503 mit Tiger Ausf. B (Königstiger)

Die schwere Panzer-Abteilung war in der Zeit des Zweiten Weltkrieges ein deutscher Panzer-Kampfverband in Bataillonsstärke, der als Teil der Panzertruppe typischerweise an den Schwerpunkten von Offensiven und Abwehrkämpfen zum Einsatz kam. Es handelte sich um selbstständige Einheiten mit eigener Organisation von Instandsetzung, Munitions- und Kraftstoffversorgung, die mit schweren Kampfpanzern der Typen Tiger und Tiger II ausgestattet waren.

## Geschichte

### Entwicklung
Schwere Panzer
Die geheimen Entwicklungsprojekte der Reichswehr begannen Mitte der 1920er Jahre mit einem leichteren und einem schweren Panzertypen. Wobei schwere Panzertypen dieser Zeit dem Gedanken des Kriegsschiff zu Lande folgten, welches mit mehreren Türmen seine Umgebung kontrolliert. Die im Auftrag des Reichswehrministeriums gefertigten Prototypen waren unter anderem Mehrturmpanzer von Krupp, Rheinmetall-Borsig und Daimler-Benz. Diese wurden zur Tarnung als Großtraktoren bezeichnet und vermittelten durch die Erprobung in der Sowjetunion und bei späteren Manövern in Deutschland der militärischen Führung erste Erkenntnisse im Hinblick auf die Problemstellungen und technischen Möglichkeiten, welche der Einsatz schwerer Panzerfahrzeuge mit sich brachte. Die Erkenntnisse zu Laufwerk, Kette, Antriebsarten, Lenkung und Motorleistung je Tonne Gewicht konnten nach der Machtübernahme durch die Nationalsozialisten im Wiederaufrüstungsprozess genutzt wurden.
Mit etwa 23 Tonnen Gewicht war das Neubaufahrzeug, welches als erster Panzer die Bezeichnung Panzerkampfwagen VI erhielt, bei Beginn des Zweiten Weltkrieges der schwerste deutsche Panzerkampfwagen. Doch galt dieser verhältnismäßig leicht gepanzerte Mehrturmpanzer, von dem nur 3 Fahrzeuge mit Panzerstahl gefertigt worden waren, bereits vor Kriegsbeginn in der Mitte der 1930er Jahre konzeptionell als veraltet. Auf der deutschen Seite folgte man bezüglich der schweren Panzerkampfwagen ab Mitte der 1930er Jahre sehr dem Gedanken, dass dies stark gepanzerte Fahrzeuge sein sollten, so dass 1937 die Firma Henschel in Kassel den Auftrag erhielt einen „Durchbruchswagen“ (DW) zu entwickeln der 30 Tonnen wiegen dürfte. Am 1. September 1939 folgte ein Auftrag zur Entwicklung eines 65 Tonnen-Panzer, der intern bei Henschel als Sturmwagen (SW) bezeichnet wurde. Diese Projekte für schwere Panzer lieferten die Grundlage für jenen schweren Panzer, der zur Erstausstattung der schweren Panzer-Abteilungen werden sollte.
Hintergrund
Erste Gedanken zur Aufstellung schwerer Panzereinheiten stellte der Oberbefehlshaber des Heeres, Generaloberst Walther von Brauchitsch, in einem Memorandum im November 1938 vor, in welchem er jeder Panzerbrigade eine schwere Panzerkompanie zuweisen wollte. Diese Pläne wurden verworfen, als zum Kriegsbeginn die Organisation der Panzer-Divisionen geändert worden war und jede Panzerabteilung aus zwei leichten und einer mittleren Kompanie bestand.
Die Erfahrungen der deutschen Panzertruppe während des Angriffs auf Polen und des Westfeldzuges hatten die Schwachpunkte der eingesetzten deutschen Panzerkampfwagen gut erkennbar aufgezeigt. Angesichts der Erfolge der Panzertruppe in beiden Feldzügen, besaß jedoch die Entwicklung eines neuen schweren Panzerkampfwagen keine Priorität. Denn die neue Blitzkrieg-Taktik, mit dem Gefecht der verbundenen Waffen, hatte einen Erfolg über einen in Zahl und Panzerung überlegenen Gegner, in Frankreich, ermöglicht. Auch auf dem Balkan konnte 1941 die 2. Panzer-Division mit einem weitreichenden Vorstoß die Kapitulation einer griechischen Armee in Mazedonien erzwingen. In Nordafrika behaupteten sich die deutschen Panzer ab 1941 gegen britische und die ersten amerikanischen Modelle (M3 Stuart).
Dies alles änderte sich umgehend und grundlegend nach Beginn des Krieges gegen die Sowjetunion im Juni 1941, als die deutsche Panzertruppe unvorbereitet auf die neuen und der deutschen Führung bis dahin unbekannten sowjetischen T-34 und KW-Panzertypen trafen. Obwohl nur sehr unkoordiniert eingesetzt, bereiteten diese Typen den vorstoßenden Verbänden große Probleme und verursachten Verzögerung im Angriffsplan, da diese von den deutschen Panzern kaum noch ausgeschaltet werden konnten. Ähnlich wie in Frankreich kamen nun dort die mit 8,8-cm-Flak ausgerüsteten Luftwaffen-Verbände gegen die schweren gegnerischen Panzertypen zum Einsatz. Nachdem die deutsche 4. Panzer-Division im Panzergefecht bei Mzensk auf eine besser geführte sowjetische Panzerbrigade mit T-34 und KW-Panzern traf, musste die deutsche Führung einräumen, wie überlegen diese Fahrzeuge den deutschen Panzern waren.
Gleichzeitig mit der Bereitstellung des daraufhin beschleunigt entwickelten schweren Panzerkampfwagens Tiger entstand im Frühjahr 1942 der Plan, jedem Panzer-Regiment eine schwere Kompanie mit insgesamt neun Panzern zuzuordnen.
Seine stark eingeschränkte Mobilität im Vergleich zu den anderen Panzertypen und der große Wartungsbedarf sprachen dagegen diesen Panzer in reguläre Panzer-Divisionen einzugliedern. Es wurden die „schweren Panzer-Abteilungen“ geschaffen.

### Gliederung
Organisation D (Kriegsstärkenachweis 1176d vom 15. August 1942 / 15. Dezember 1942)

Gliederung der Organisation D

Die anfänglich gewählte Gliederungsstruktur bestand aus einem Mix von Tigern und dem Panzerkampfwagen III Ausf. N gemäß dem Kriegsstärkenachweis 1176d vom 15. August 1942. Diese noch als experimentell geltende Formation wurde als „Organisation D“ bezeichnet. Jede Abteilung besaß drei Kompanien mit jeweils neun Tigern und zehn Panzern III. Zusammen mit den zwei Tigern des Bataillons-Führungsstabes und den fünf Panzern III des leichten Zuges bestand eine schwere Panzer-Abteilung gemäß Kriegsstärkenachweis sollmäßig aus 29 Tigern und 35 Panzern III. Da es jedoch aufgrund der schleppend anlaufenden Panzerproduktion nicht gelang, bei der Organisation D die dritte Kompanie aufzustellen, bestanden die ersten Einheiten aus 20 Tigern und 25 Panzern III. Der Tiger hatte die Aufgabe, gegnerische Panzer auszuschalten, während der Panzer III mit seiner kurzen 7,5-cm-Kanone weiche Ziele wie Infanterie oder Panzerabwehrwaffen bekämpfen sollte.
Organisation E (Kriegsstärkenachweis 1150e vom 5. März 1943)

Gliederung der Organisation E

Die ersten Gefechtserfahrungen zeigten, dass durch die Kombination von Tigern und Panzern III ein hohes Maß an Flexibilität gegeben war. Demgegenüber zeigte sich jedoch sehr deutlich, dass der Panzer III nur unzureichend gepanzert war und im Gegensatz zum Tiger überdurchschnittlich hohe Verluste zu verzeichnen hatte. Aufgrund dessen und der Tatsache, dass durch die Serienproduktion jetzt mehr Tiger zur Verfügung standen, befahl im März 1943 der Generalinspekteur der Panzertruppe, Generaloberst Heinz Guderian, die schweren Panzer-Abteilungen als reine Tiger-Einheiten zu gliedern. Diese bestanden nun aus drei Kompanien mit jeweils 14 Tigern, was zusammen mit den drei Stabs-Panzern einen Sollbestand von 45 Tigern ergab. Der Sollbestand wurde fast immer nur nach einer Auffrischung erreicht, so dass normalerweise die Einheiten weniger Panzer aufwiesen. Diese als „Organisation E“ bezeichnete Gliederung, die letztlich für Durchbrüche besser geeignet war und zugleich weniger Logistikaufwand bedeutete, wurde bis Kriegsende nicht mehr verändert.
Sonstige Ausrüstung
Zusätzlich bestand eine schwere Panzer-Abteilung sollmäßig aus folgenden Unterstützungsfahrzeugen:
| Militärisches Gerät                           | 1943 | 1945 |
| Flakpanzer IV                                 | -    | 8    |
| Sd.Kfz. 7/1 (mit 2-cm-Flak-Vierling 38)       | 6    | 3    |
| Schützenpanzerwagen Sd.Kfz. 251               | 10   | 11   |
| Bergepanther                                  | -    | 5    |
| Sd.Kfz. 9 (18-Tonnen-Zugkraftwagen)           | 8    | 7    |
| Sd.Kfz. 10 (1-Tonnen-Zugkraftwagen)           | 8    | 13   |
| Sd.Kfz. 2 (Kettenkrad)                        | -    | 14   |
| Motorräder (Wehrmachtsgespann und Solokräder) | 42   | 6    |
| Kübelwagen                                    | 64   | 38   |
| Lastkraftwagen (u. a. Opel Blitz)             | 135  | 118  |
| Halbketten-Lkw (z. B. Opel Maultier)          | -    | 6    |
| Kranfahrzeug                                  | 3    | 3    |
| Gesamt                                        | 276  | 232  |
|                                               |      |      |

## Einsatz

### Einsatzdoktrin
Die schweren Panzer-Abteilungen waren selbstständige Verbände, welche der Schwerpunktbildung dienten. Der Tiger galt dabei als Durchbruchswaffe. Die schweren Panzer sollten die Verteidigung des Gegners durchstoßen und so den nachrückenden Verbänden das Weiterkommen ermöglichen. Dafür wurden die Abteilungen temporär Großverbänden − meistens einem Armeekorps − zugewiesen und einer Division unterstellt. Nachteilig an dieser nur kurzzeitigen Unterstellung war, dass die übergeordneten Verbände kaum Verständnis für den hohen Instandsetzungsbedarf der defektanfälligen Tiger aufbrachten und die Abteilungen logistisch nur nachgeordnet unterstützten, da man sie nicht als divisionseigene Einheiten betrachtete.
Der erste Großeinsatz fand in der Schlacht im Kursker Bogen statt, wo die zwei teilnehmenden schweren Panzer-Abteilungen taktisch ungünstig eingesetzt wurden, da die sPzAbt. 503 ihre drei Kompanien an drei verschiedene Panzerdivisionen abgeben musste und die sPzAbt. 505 nicht einer Panzerdivision, sondern einer Infanteriedivision unterstellt war. Auch im weiteren Verlauf des Krieges konnten die Verbände kaum konzentriert eingesetzt werden, sondern fast ausschließlich einzeln. Es zeigte sich, dass die eingeschränkte Mobilität des Tigers infolge seiner mechanischen Unzuverlässigkeit und seiner geringen Reichweite der Funktion als Durchbruchswaffe entgegenstand. Durch die veränderten Kriegsverhältnisse mussten die schweren Panzer-Abteilungen immer mehr in der Verteidigung eingesetzt werden. Dabei wurde sie oft in der stationären Verteidigung verwendet, wofür die Tiger aber nicht geeignet waren. Bessere Ergebnisse erzielten sie, wenn sie als mobile Reserve zurückgehalten und bei gegnerischen Durchbrüchen zum Gegenangriff gebracht wurden.
Die schweren Panzer-Abteilungen wurden so gut wie nie gemäß ihrer Doktrin als Schwerpunktwaffe eingesetzt. Ein erster konzentrierter Einsatz als Teil einer gepanzerten Streitmacht mit Unterstützungstruppen bestehend aus Artillerie und mechanisierter Infanterie fand erst im Februar 1945 statt im Rahmen des Unternehmens Südwind, das auch gleich erfolgreich abgeschlossen werden konnte. Einen strategischen Durchbruch gab es aber zu keinem Zeitpunkt des Krieges. Die Einsatzdoktrin als Schwerpunkt- und Durchbruchswaffe wurde trotz der stark veränderten strategischen Situation nicht verändert, obwohl die Kriegslage eine Überarbeitung dieser Doktrin notwendig erscheinen ließ.

### Einsatzstatistik
Wie die Einsatzstatistik zeigt, verzeichneten die Tiger-Panzer mehr Verluste durch Selbstzerstörung und sonstige Gründe als durch direkte Feindeinwirkung, was auf die technische Unzuverlässigkeit, die eingeschränkte Mobilität und fehlende geeignete Bergemittel der Verbände für diese schweren Fahrzeuge zurückzuführen ist.
| Abschuss- und Verluststatistik der schweren Panzer-Abteilungen |                   |                  |                   |                |                 |                       |                        |
| Einheit                                                        | Verluste im Kampf | Selbstzerstörung | Sonstige Verluste | Gesamtverluste | Feind-Abschüsse | Kill/Loss-Ratio Kampf | Kill/Loss-Ratio gesamt |
| III./PzRgt. GD                                                 | 62                | 32               | 10                | 108            | 600             | 9,7                   | 5,55                   |
| sPzAbt. 501                                                    | 24                | 12               | 84                | 120            | 450             | 18,75                 | 3,75                   |
| sPzAbt. 502                                                    | 88                | 14               | 5                 | 107            | 1400            | 16                    | 13                     |
| sPzAbt. 503                                                    | 113               | 123              | 15                | 252            | 1700            | 15                    | 6,75                   |
| sPzAbt. 504                                                    | 29                | 80               | -                 | 109            | 250             | 8,6                   | 2,3                    |
| sPzAbt. 505                                                    | 47                | 62               | 18                | 126            | 900             | 19                    | 7                      |
| sPzAbt. 506                                                    | 61                | 116              | 2                 | 179            | 400             | 6,6                   | 2,2                    |
| sPzAbt. 507                                                    | 43                | 57               | 4                 | 104            | 600             | 14                    | 5,8                    |
| sPzAbt. 508                                                    | 15                | 46               | 17                | 78             | 100             | 6,7                   | 1,3                    |
| sPzAbt. 509                                                    | 75                | 40               | 5                 | 120            | 500             | 6,6                   | 4,2                    |
| sPzAbt. 510                                                    | 35                | 1                | 29                | 65             | 200             | 5,7                   | 3                      |
| SS-Abt. 101                                                    | 72                | 33               | 2                 | 107            | 500             | 7                     | 4,7                    |
| SS-Abt. 102                                                    | 38                | 29               | 9                 | 76             | 600             | 15,8                  | 8                      |
| SS-Abt. 103                                                    | 10                | 9                | 20                | 39             | 500             | 50                    | 12,8                   |
| sw. Kp./SS-PzRgt. 1                                            |                   |                  |                   | 42             | 400             |                       | 9,5                    |
| sw. Kp./SS-PzRgt. 2                                            |                   |                  |                   | 31             | 250             |                       | 8                      |
| sw. Kp./SS-PzRgt. 3                                            |                   |                  |                   | 56             | 500             |                       | 9                      |
| Summe                                                          | 712               | 654              | 214               | 1709           | ≈ 9850          | ≈ 12                  | ≈ 6,3                  |

## Aufstellung der schweren Panzer-Abteilungen des Heeres
Im Mai 1942 wurden mit den schweren Panzer-Abteilungen 501, 502 und 503 die ersten Verbände aufgestellt. Als Ausbildungsverband entstand gleichzeitig die „schwere Panzerersatz- und Ausbildungs-Abteilung 500“ auf den Truppenübungsplätzen Bergen und Sennelager, wo man aufgrund fehlender schwerer Panzer für die Schulung hauptsächlich den Panzerkampfwagen IV verwendete. Das Personal kam zumeist aus bestehenden Einheiten, wobei es auch vorkam, dass schon existierende Panzer-Abteilungen vollständig zu schweren Panzer-Abteilungen umgegliedert wurden. Auch durch die Tatsache, dass es sich ausschließlich um erfahrenes Personal handelte, wurden schwere Panzer-Abteilungen als Eliteeinheiten angesehen.
Insgesamt wurden durchlaufend nummeriert zehn Abteilungen für das Heer aufgestellt, zuletzt die sPzAbt. 510 im Juni 1944.
Die ersten fünf aufgestellten Abteilungen wurden anfänglich als Organisation D gegliedert und später neu organisiert, während die nachfolgenden sofort als Organisation E gegliedert wurden. Ab 1944 wurden die Verbände bei Neuausrüstung und Wiederaufstellung auf den Nachfolger des Pz.Kpfw. VI Tiger, den Pz.Kpfw. VI Tiger II, umgestellt. Infolge der niedrigen Produktionszahl konnten aber nur wenige Einheiten mit dem auch als Königstiger bezeichneten Tiger II ausgerüstet werden. Da die schweren Panzer immense Mengen an Kraftstoff benötigten und jeder einzelne bei technischen Problemen einen hohen personellen und materiellen Bedarf zur Bergung und Rückführung bei den Instandsetzungstruppen verursachte, gingen bei den ab 1943 häufigen Rückzugskämpfen ständig Fahrzeuge aufgrund kleinerer Probleme vollständig verloren, welche dann bei den Einheiten wieder ersetzt werden mussten. Dies verringerte die Möglichkeiten der deutschen Panzertruppe weitere Verbände aufzustellen. Denn die bestehenden Einheiten mussten nach verlustreichen Kämpfen mehrfach neu aufgestellt oder zur Auffrischung, sprich Neuausrüstung, in die Heimat zurückgeführt werden.

### Ausbildungs- und Ersatztruppenteile
Am 20. Dezember 1942 wurde in Putlos die Panzer-Ersatz-Abteilung 500 aufgestellt und der In 6 (Inspektion Panzertruppen) im Wehrkreis VI unterstellt. Ab 22. Februar 1943 war die Abteilung in Paderborn und wurde am 10. April 1943 in den Stab der Panzer-Lehrgänge Paderborn und die Panzer-Ersatz-Abteilung 500 aufgeteilt. Zum 1. August 1943 erfolgte eine erneute Aufteilung, nun in Kommandeur-Panzer-Lehrgänge Tiger und der Panzer-Ersatz- und Ausbildungs-Abteilung 500 Paderborn. Auf dem Territorium des Wehrkreises VI, war die Abteilung dem Kommandeur der Schulen der Panzertruppen unterstellt. Am 8. Februar 1945 wurden die Panzer-Lehrgänge Tiger, die Panzer-Ersatz- und Ausbildungs-Abteilung 500 und die technischen Lehrgänge zur Panzer-Ersatz- und Ausbildungs-Abteilung Tiger zusammengefasst.
Es erfolgte die Aufstellung eines Ausbildungsverbandes für den personellen Nachschub der schweren Panzerabteilungen in Paderborn, mit Angehörigen der Panzertruppe. Die Neuzugänge der Abteilung bestanden in der Folge aus Freiwilligen, welche speziell den Einsatz auf dem „Tiger“-Panzer wünschten, und Genesenen, die auf einen neuerlichen Einsatz vorbereitet wurden.

### Schwere Panzer-Abteilung 501/424
Die schwere Panzer-Abteilung 501 war der erste deutsche Panzerverband ausgerüstet mit Tiger-Panzern der in Nordafrika zum Einsatz kam.

Kennzeichen der Schweren Panzer-Abteilung 501

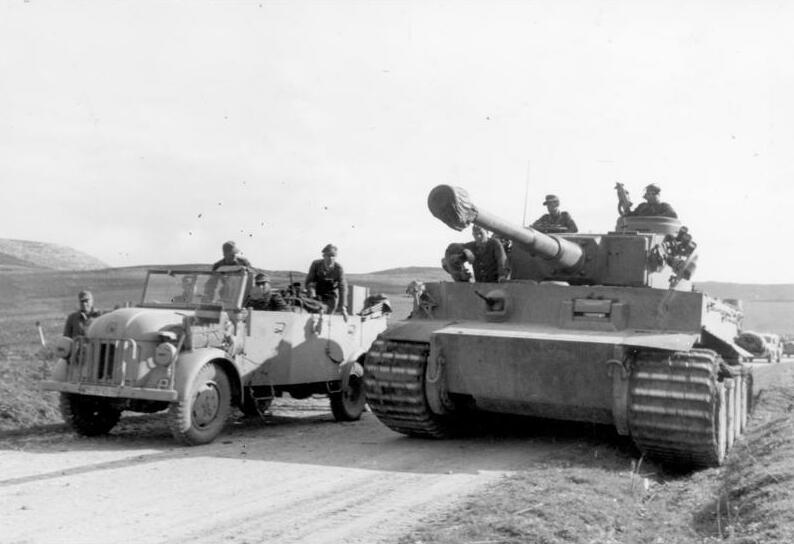
November 1942: Die ersten Tiger in Afrika

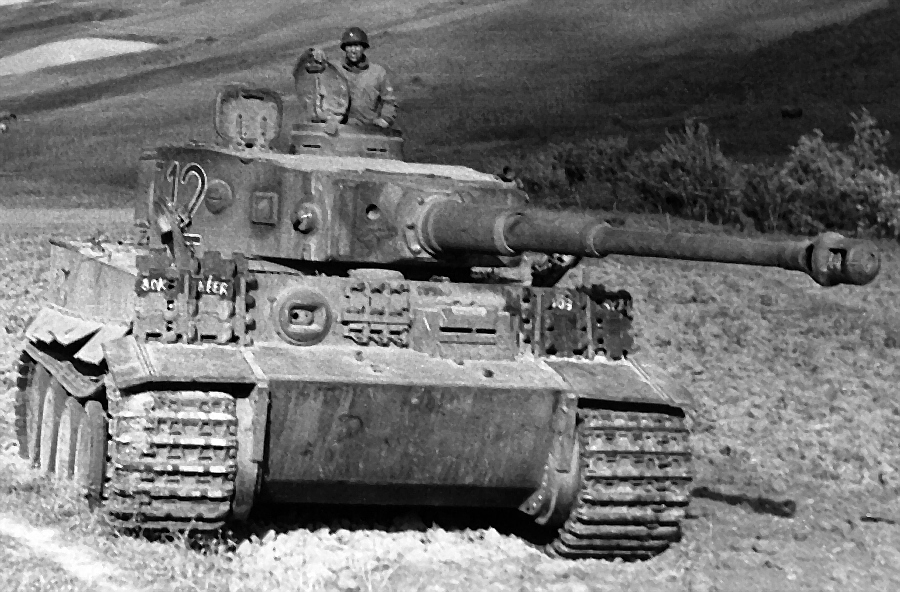
In Tunis durch die Alliierten eroberter Tiger-Panzer der Schweren Panzer-Abteilung 501, 1943.

Schwere Panzer-Abteilung 501
Aufstellung
Am 10. Mai 1942 wurde in Erfurt entsprechend der AHA Ia 10839/42 vom 16. April 1942 durch den Wehrkreis IX eine schwere Tiger-Abteilung mit zwei Kompanien aus den Mitte Februar 1942 aufgestellten, unabhängigen Schweren Panzer-Kompanie 501 und 502 aufgestellt. Personal kam überwiegend von der Panzer-Ersatz-Abteilung 1 und der Panzer-Schießschule Putlos.
Der neu aufgestellte Verband wurde am 23. Mai nach Ohrdruf verlegt, um dort mit PzKpfw Tiger (P) ausgerüstet zu werden. Es wurde, auch im Herstellungswerk, mit der Ausbildung für dieses Fahrzeug begonnen, doch Anfang August wurde befohlen die Besatzungen für den Einsatz des PzKpfw Tiger (H) zu schulen. Per 30. August wurden die ersten zwei schweren Kampfpanzer Tiger (H) zugeführt, da zunächst die  Gerät an die sPzAbt 502 gehen sollte. 
Verlegung nach Nordafrika
Bis Oktober waren 10 Tiger und 16 Pz.Kpfw. III eingetroffen und Teile der 2. Kompanie wurden in Richtung Südfrankreich in Marsch gesetzt. Vom 18. bis 20. Oktober erfolgte die Verschiffung von weiteren Teilen des Verbands aus dem Hafen Reggio in Italien.
Ab Winter 1942/43 erfolgte der Einsatz in Afrika bei der 5. Panzerarmee und der Zusatz Tropen wurde im Namen ergänzt. In diesem Zuge wurde die Abteilung u. a. um eine dritte Kompanie aufgestockt und das Hauptquartier nach Putlos (Wehrkreis X) verlegt.
Zur Verstärkung der deutschen Kräfte in Nordafrika verlegte die Abteilung im November 1942 nach Nordafrika. Zwischen dem 23. November 1942 und dem 24. Januar 1943 trafen die Panzer einzeln oder zu mehreren auf verschiedenen Transportschiffen in Bizerte ein (1 Fahrzeug wurde über Tunis transportiert). Am 6. März 1943 wurde eine 3. Kompanie für die Abteilung aufgestellt. Die ersten Gegenangriffe wurde gegen Djedeida westlich von Tunis gefahren.
Im März 1943 der Schweren Panzer-Abteilung 504 zugewiesen, wurde die Einheit im Mai 1943 in Tunis vernichtet.
Wiederaufstellung 1943
Zum 17. September 1943 erfolgte in Paderborn durch den Wehrkreis VI eine Wiederaufstellung in neuer Gliederung mit drei Kompanien zu je 14 Tigern und 3 Tigern für den Abteilungsstab. Hierbei wurde Major Erich Löwe der neue Kommandeur. Am 18. September verlegte der Verband nach Sagan um personell aufgefüllt zu werden. Auf dem französischen Truppenübungsplatz Mailly-le-Camp erfolgte die Ausbildung und Ausrüstung mit Tiger-Panzern. Diese wurden im Zeitraum 19. Oktober 1943 bis 12. November 1943 vollständig mit sieben Eisenbahntransporten zugeführt.
Verlegung in den Osten
Per 5. Dezember 1943 verlegte die Abteilung an die Ostfront, am 10. Dezember 1943 erreichte sie Bialystok und am 12. Dezember traf der Verband in Witebsk ein, wo bei −8 °C und leichtem Schnee die Züge entladen wurden. Am 15. Dezember 1943 bezog der Verband seine Unterkünfte etwa 10 km westlich von Witebsk in Senskowa. Am 20. Dezember 1943 unterstützte die Abteilung die 14. Infanterie Division (mot.) bei Losovka im Gegenangriff auf einen sowjetischen Vorstoß über die Rollbahn (Straße) Witebsk-Welisch. Es wurden 21 gegnerische Panzer und 28 Geschütze zerstört, doch die Infanterie konnte den verrollenden Tigern nicht folgen und beim Rückzug wurden 2 Tiger von sowjetischen Sturmgeschützen zerstört. Es folgten zwei Tage mit schweren Kämpfen, bei denen am 23. oder 24. Dezember 1943 auch der Abteilungskommandeur, Major Erich Löwe, möglicherweise durch einen Artillerievolltreffer, getötet wurde. Der Kommandeur der Stabskompanie, Hauptmann Hammerstein, führte danach bis Anfang Januar vertretungsweise die Abteilung. In der Folgezeit unterstützte die 3. Kompanie eine Kampfgruppe „Feldherrnhalle“ ca. 15 km südlich von Witebsk. Am 13. Januar 1944 kam es dort zu einem Artillerievolltreffer auf einen Tiger bei dem der Turm durchschlagen wurde und die Besatzung teilweise tötete, das Fahrzeug konnte jedoch zurückfahren.
Die Abteilung kämpfte in der Folge in Mittelrussland, im Juni 1944 bei Orscha bei der 4. Armee. Am 22. Juni 1944 begann der sowjetische Großangriff auf die Heeresgruppe Mitte, bei dem die Abteilung während der folgende Rückzugsgefechte und -bewegungen alle Panzer verlor. Vom 25. Juni 1944 bis zum 3. Juli 1944 wurden 12 Soldaten der Abteilung als Gefallene erfasst. Schon am 28. Juni 1944 wurden, angesichts des ungeklärten Schicksal, 55 Offiziere und Soldaten als „vermisst im Raum Orscha“ in die Personallisten eingetragen. Effektiv wurde die Abteilung zwischen dem 25. Juni 1944 und dem 3. Juli 1944 ein zweites Mal vollständig zerschlagen und verlor alle Fahrzeuge.
Wiederaufstellung 1944
Am 14. Juli 1944 stellte Major Erhard von Legat gemäß der Allgemeinen Heeresanweisung Nr. 30443/44 die Einheit auf dem Truppenübungsplatz Ohrdruf zum dritten Mal auf. Die neuen Mannschaften waren bunt gemischt und teils sehr unerfahren. Die Ausrüstung erfolgte mit Tiger II-Panzern. Nach kurzer Aufstellung erfolgte die Verlegung nach Polen.
Verlegung nach Polen
Am 11. August 1944 trat die Abteilung als Teil des III. Panzer-Korps und der 16. Panzer-Division nach der Entladung in Kielce einen Marsch zur etwa 50 km entfernten Front an. Nur 8 von 45 Königstigern erreichten am Abend dieses Tages die Ausgangsstellung und griffen im Bereich der 16. PD am 12. August mit an. Etwa 50 km südöstlich von Kielce sollte gemeinsam mit der 16. PD durch Übergang über die Czarna bei Staszów ein Brückenkopf errichtet werden, welcher die Vorstöße der sowjetischen 3. und 4. Panzerarmeen bedrohte. An diesem Angriff nahmen auch die Tiger Abteilungen 507 und 509 teil und waren im Rahmen des III. Panzer-Korps der 3. Panzer-Division unterstellt. Doch schon auf dem Weg in den Bereitstellungsraum fielen einige Fahrzeuge aus. Auch bei der in Kielce entladenen Abteilung 501 vielen zahlreiche Tiger mit Brüchen der Seitenvorgelege aus und nur 8 einsatzbereite Tiger erreichten am 11. August 1944 die Front. Beim ersten gemeinsame Angriff mit der 16. Panzer-Division wurden sofort einige der Königstiger zerstört und elf Soldaten fielen an diesem Tag. Am 13. August 1944 gingen die Kämpfe weiter und bis Ende der Woche waren 18 Soldaten gefallen und weitere 18 wurden vermisst, einige davon erst 18 und 19 Jahre alt. Da in vielen der neuen Tiger II durch Turmtreffer die dort gelagerte Munition in Brand geriet, wurden in den Feldwerkstätten die Halterungen dafür entfernt und die Munition reduziert. Die Probleme mit den Seitenvorgelegen wurden ebenfalls von der Instandsetzungsabteilung angegangen und die Einsatzbereitschaft verbesserte sich.
Nach dem Einsatz bei Kielce folgten Einsätze bei Ostrowice und ab Ende des Monats August 1944 bei Radom. Bei einem Angriff im Raum Radom wurde das befohlene Einsatzziel erreicht, doch da die eigene Infanterie in dieser Zeit nicht mehr stark genug war, konnten solche Geländegewinne nicht mehr gesichert werden und die Abteilung musste sich wieder zurückziehen. In anderen Fällen wurden Angriffe ohne seitliche Sicherung befohlen, bei denen die verwundbare seitliche Panzerung der Fahrzeuge zwangsläufig zu größeren Verluste führte. Mitte 1944 hatte Major Siegfried Saemisch den bisherigen Kommandeur Major von Legat ersetzt.
Am 21. Dezember 1944 wurde die Abteilung zu einem Korps-Verband. Im Januar 1945 erfolgte die Umbenennung in Schwere Panzer-Abteilung 424, damit die Verwechslung mit der neu aufgestellten SS-Panzer-Abteilung 501 vermieden werden konnte, und die Unterstellung als Korpstruppenteil unter das XXIV. Panzerkorps.
Schwere Panzer-Abteilung 424
Anfang Januar 1945 musste die Abteilung eine bis dahin gut ausgebaute Stellung verlassen und bezog eine ungünstigere Stellung unmittelbar hinter dem Frontabschnitt des XXIV. Korps. Am 12. Januar 1945 begann der sowjetische Großangriff im Frontabschnitt vor der, mit von der s.PzAbt 509 übernommenen Tigern I auf Überstärke (52 Panzer) gebrachten, Abteilung. Die Panzer rollten dann zwischen 15:00 und 16:00 Uhr auf die Front zu und der Kommandeur, Major Saemisch, fuhr zum Stab der zu unterstützenden Division. Sowjetische Kräfte stießen südlich der Panzergruppe nach Westen in Richtung der Versorgungskompanie der Abteilung 424 vor. Für den nächsten Tag wurde um Mitternacht ein Gegenstoß befohlen, mit dem verlorenes Gelände und der verlorene Divisionsgefechtsstand wieder gewonnen werden sollte. Der Morgen des 13. Januar begann mit Panzerduellen, bei denen die rechts liegende 1. Kompanie 20 gegnerische Panzer zerstörte, während die rechts liegende 3. Kompanie kaum auf Widerstand stieß, doch musste der Angriff abgebrochen werden. Letztlich wurde für den nächsten Tag als Angriffsziel Lisow in südwestlicher Richtung bestimmt. Zwei Tiger fuhren sich beim Vorstoß fest, konnten jedoch 7 vorstoßende gegnerische Panzer zerstören. Im Ort Lisów kam es zu Panzernahkämpfen mit schweren sowjetischen Panzertypen und viele Tiger wurden zerstört. Hierbei fielen der Abteilungskommandeur, Major Saemisch, und eine Zahl weiterer Soldaten der Abteilung. Die Abteilung und ihre Überlebenden zogen sich zurück und Teile der Abteilung entkamen nach Westen, doch die Masse der Abteilung befand sich in einem wandernden Kessel. 
Vernichtung im Raum Radom
Während der Rückzugskämpfe und insbesondere durch fehlende Kraftstoff-Versorgung gingen die restlichen Panzer oft durch Sprengung verloren und kurze Zeit später galt die Abteilung als an der Weichsel bei Radom vernichtet und die verbleibenden Truppenteile wurden aufgeteilt. Panzersoldaten, die sich nach Sorau durchschlagen konnten, wurden dort gesammelt und zur Panzer-Ersatz Abteilung 500 in Paderborn geschickt.
Die meisten dieser Männer wurden Mitte Februar 1945 in die Schweren Panzerjäger-Abteilung 512 eingegliedert. In diesem Verband leistete die 3. Kompanie der Abteilung bei Werkel Ende März 1945 mit sieben Tiger-II-Panzer noch Widerstand gegen die vorrückenden Alliierten.
Kommandeure
- Major Hans-Georg Lueder: von der Aufstellung bis zur Anfang 1943
- Major August Seidensticker:[28] Anfang 1943 bis zur Vernichtung im Mai 1943 (ab März zeitgleich Kommandeur der Schweren Panzer-Abteilung 504)
- Major Erich Löwe:[29] von der Wiederaufstellung im September 1943 bis 23. Dezember 1943 (gefallen)
- Major/Oberstleutnant Erhard von Legat: Anfang 1944 bis Mitte 1944
- Major Siegfried Saemisch: Mitte 1944 bis Januar 1945 (gefallen)

### Schwere Panzer-Abteilung 502

Kennzeichen der Schweren Panzer-Abteilung 502

Die schwere Panzer-Abteilung 502 war der erste deutsche Verband der im Zweiten Weltkrieg Tiger-Panzer im Gefecht einsetzte.
Aufstellung
Am 25. Mai 1942 wurde in Sennelager durch den Wehrkreis XIII mit Hauptquartier in Bamberg eine schwere Tiger-Abteilung mit zwei Kompanien aufgestellt. Ihr wurde die Feldpostnummer 28 201 zugeteilt. Am 30. Mai 1942 erfolgte in Ulm die Übernahme von 30 KHD-Lkw. In Chemnitz wurden dann mittlere Einheits-Pkw übernommen und am 5. Juli 1942 21 VW-Kübelwagen zugeführt. Am 20. Juli wurden alle neu aufgestellten Truppenteile nach Fallingbostel befohlen. Am 19., 20. und 30. August trafen je zwei Tiger-Panzer ein und die Ausbildung auf dem Panzer begann. Je ein Firmenmonteur von Maybach und Henschel begleiten von diesem Zeitpunkt an für lange Zeit die Abteilung.
Misslungener erster Einsatz

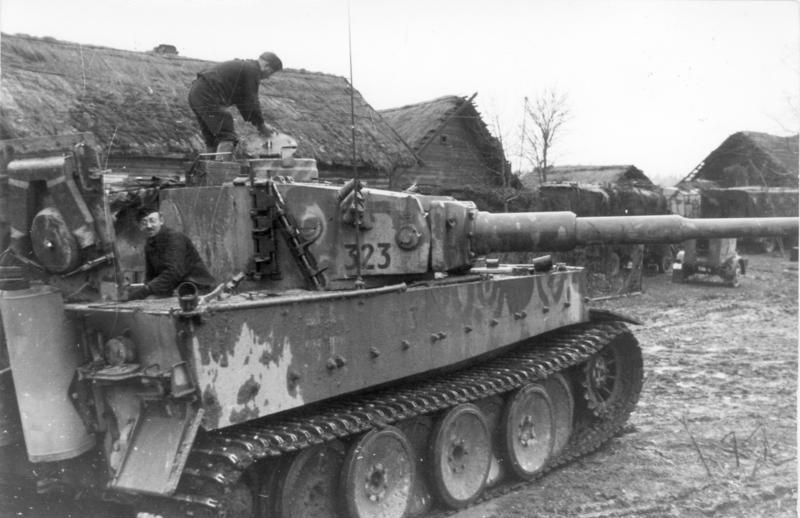
Ein Tiger I der Schweren Panzer-Abteilung 502 mit der Turmnummer 323, Russland, 1942

Am 23. August 1942 wurde die 1. Kompanie, der Stab und halbe Werkstatt für den Eisenbahn-Transport verladen, es waren nur 4 Tiger und einige Panzer III vorhanden, die in Marsch gesetzt wurden. Am 29. August morgens erreichte der Transport Mga. Beim ersten Einsatz fielen wegen technischer Probleme von 3 von 4 Fahrzeugen aus.
Am 15. September 1942 waren die 4 Tiger wieder einsatzbereit und wurden am 21. September der 170. Infanterie-Division unterstellt. Ein neuer Einsatz am 22. September endete mit dem Verlust eines Tigers (festgefahren) und Ausfall von 3 Tigern, die geborgen wurden. Es erfolgte die Sprengung des festgefahrenen Tigers am 25. November 1942.
Getrennte Wege
1./ s.Pz.Abt. 502
Die 1. Kompanie verblieb im Raum Leningrad in der Unterstellung bei der Heeresgruppe Nord. Sie war erst der 11. Armee und später bei der 18. Armee zugeteilt. Panzer die Ende September für die 2. Kompanie in Fallingbostel eintrafen wurden am 13.10. per Eisenbahntransport zur 1. Kompanie in den Raum Leningrad geschickt. Ende 1942 wechselte die Einheit, wie auch die Schwere Panzer-Abteilung 501, in den Wehrkreis X nach Putlos. Nördlich von Mga wurde die 1. Kompanie vom 12. bis zum 18. Januar eingekesselt. Bei den Ausbruchskämpfen gehen unter anderem 5 Tiger verloren, so dass am 20. Januar nur noch 1 einsatzbereiter Tiger und 2 Panzer III gemeldet wurden. Ein reparierter Tiger und drei neu eingetroffene Fahrzeug bringen die 1. Kompanie am 5. Februar wieder auf eine Stärke von 5 Fahrzeugen. Mit weiteren 4 neuen Fahrzeugen am 20. Februar erreicht die Einheit wieder Sollstärke.
2./ s.Pz.Abt. 502
Zwischen dem 21. und 28. Dezember erhielt die mit Mannschaften der Panzer Regiment 1 und 35 aufgestellte zweite Kompanie ihre neun Tiger-Panzer, und auch 10 PzKpfw III. Diese wurden dann in Fallingbostel eingeschossen. Ohne das die 3. Kompanie aufgestellt war, wurde die 2. Kompanie am 23.12. zur Heeresgruppe Don befohlen. Mit drei Eisenbahntransporten wurde die Kompanie am 27., 28. und 29. Dezember von Fallingbostel aus in Marsch gesetzt. Am 5. und 6. Januar wurde die 2. Kompanie in Proletarsk auf dem Bahnhof Proletarskaja entladen und der 17. Panzer-Division unterstellt.
Am 10. Februar 1943 wurde die 2. Kompanie als neue 3. Kompanie an die s.Pz.Abt. 503 abgegeben.
Neuaufstellung
Die Abteilung mit nur noch der 1. Kompanie wurde im April 1943 in Sennelager aufgefrischt, ging dann in den Wehrkreis VI nach Paderborn und wurde durch Neuaufstellung einer 2. und 3. Kompanie dem Schema nach K.St.N. 1176e angepasst. Die 1./s.Pz.Abt. 502 blieb noch bis Mitte 1943 als schwere Panzer-Kompanie beim AOK 18 und wurde dann erst wieder in die Abteilung eingegliedert.
Die Abteilung nahm an der Abwehrschlacht bei Newel, der Dritte Ladoga-Schlacht und Anfang 1944 bei der Schlacht um den Brückenkopf von Narva teil. 
Im Juni 1944 stand die Einheit mit der 18. Armee bei Pskow.
Ende Januar 1945 wurde die Abteilung in Panzer-Abteilung 511 umbenannt. Die Abteilung wurde in der Heeresgruppe Nord bei der 3. Panzerarmee im Memelland und bei Königsberg eingesetzt. 
Am 13. März wurde die 1. Kompanie mit Jagdpanzer 38 ausgerüstet. Alle noch vorhandenen Tiger wurden an die 2. Kompanie gegeben, die im Raum Palmnicken in Stellung geht.
Schicksal der 3. Kompanie
Mannschaften der 3. Kompanie sind im Ende März 1945 zum Henschel-Werk in Kassel kommandiert um acht neue PzKpfw VI Tiger Ausf. B (Königstiger) zu übernehmen. Schon am 31. März wurden vier der Tiger II in Richtung Gudensberg befohlen. Da schon amerikanische Kräfte im Raum unterwegs waren, marschierten die Panzer von Obervorschütz nach Gudensberg und kurz vor Mitternacht kollidierte der vorderste Tiger II auf Höhe der Ziegelei mit einem auf der Straße stehenden M4 Sherman, wodurch das Getriebe beschädigt wurde. Der Tiger II wurde aufgebeben und schon kurz darauf wurde ein zweiter Tiger II durch einen Treffer beschädigt und musste zurückgelassen werden. Ein dritter Tiger II nahm die Besatzung mit und wich in Richtung Holzhausen, 6 km nördlich von Kassel, aus. Nach einem Treffer am Turm war das Turmschwenkwerk blockiert und der Panzer fuhr in den nächsten Tagen in Richtung Nordosten in einen Raum südwestlich des Harz. Dann war das Fahrzeug nicht mehr fahrbereit und wurde Ende April gesprengt. In Elend stieß die Besatzung zu den Resten der 3. Kompanie. Am 19. April löste sich die 3. Kompanie bei Thale auf.
Letzte Kämpfe der 1. und 2. Kompanie im Osten
Am 6. April begann der sowjetische Großangriff auf Königsberg. Am 8. April fuhr eine Kampfgruppe mit vier Tiger I einen Gegenangriff vom Kleinen Galgenberg hin zum Großen Galgenberg. Ein Tiger wurde dabei abgeschossen. Am 9. April kapitulierte Königsberg. 
Die einsatzbereiten Tiger der 2. Kompanie kämpften zwischen dem 10. und 16. April im Raum Norgau und Fischhausen. Die 1. Kompanie erleidet im Raum Palmnicken schwere Verluste und wurde bis zum 16. April zerschlagen. Am 18. April sind von 7 noch vorhandenen Tigern nur zwei einsatzbereit. Am 20. April gab es einen Einsatz bei Burg Lochstädt um ein eingeschlossenes Bataillon zu entsetzen. Eine gemischte Kampfgruppe mit einem Tiger I, 2 Jagdpanzer 38 von der 1. Kompanie einer Panzerabwehrkanone und einem Tiger II der sPzAbt 505 hielten am 21. April eine Stellung am Neuhäuser Wald. Am 23. April war der Wald nach dem Verlust zweier Tiger I die inzwischen ausgefallen waren, drangen sowjetische Kräfte in den Neuhäuser Wald vor. Nur noch zwei Tiger I sicherten am 24. April im Wald und nachdem einer der beiden abgeschossen wurde, zog sich der dort verbliebene nach Pillau zurück, wo er im Hafenbereich gesprengt wurde. Am Bahnhof Pillau wehrt der letzte Jagdpanzer 38 der Abteilung an diesem Tag noch sowjetische Vorstöße ab. Die Reste der Abteilung werden zur Frischen Nehrung übergesetzt. Am 26. April schießt einer von zwei auf die Frische Nehrung übergesetzten Tiger I (Panzer 217) neun gegnerische Panzer ab. Am nächsten Tag zerstört der gleiche Panzer sechs weitere gegnerische Panzer. Als später der Panzer nicht besetzt war explodierte das Fahrzeug. 
Vor Nickelswalde (Mikoszewo) löst der befehlshabende Offizier Hauptmann von Foerster die Abteilung auf.
Kommandeure
- Major Richard Märker: von der Aufstellung bis Dezember 1942 (verantwortlich gemacht für den Verlust des 1. Tigers und als Kommandeur versetzt zum II./ Panzer-Regiment 31, dort gefallen 22. Februar 1943[36])
- Hauptmann Artur Wollschläger: von Dezember 1942 bis Februar 1943
- Major Horst Richter-Rethwisch: von Februar 1943 bis April 1943
- Hauptmann Friedrich Schmidt: von Mai 1943 bis August 1943
- Hauptmann Eberhard Lange: von August 1943 bis Oktober 1943
- Major Willy Jähde: von Oktober 1943 bis April 1944
- Major Hans-Joachim Schwaner: von Mai 1944 bis August 1944
- Hauptmann d. R. Hans-Ferdinand von Foerster: von August 1944 bis Kriegsende

### Schwere Panzer-Abteilung 503
Aufstellung

Kennzeichen der Schweren Panzer-Abteilung 503

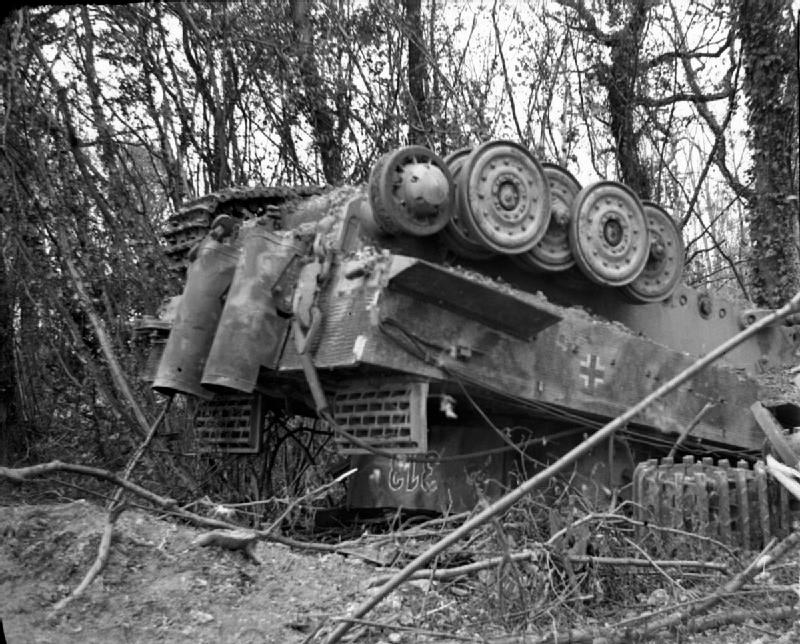
Beschädigter Tiger I während der schweren Bombenangriffe der Alliierten zu Beginn der Operation ‘Goodwood’ im Juli 1944

Die Schwere Panzer-Abteilung 503 wurde am 4. Mai 1942 als erste von zehn selbstständigen schwerem Tiger-Abteilungen mit zwei Kompanien in Neuruppin, Putlos, Fallingbostel und Döllersheim aufgestellt. Die Abteilung wurde mit Personal der Panzer-Regimenter 5 und 6 aufgestellt.
Verlegung nach Osten
Am 30. Dezember 1942 ostwärts und westlich des unteren Don und am Manytsch hatte sie ihre Feuertaufe zu bestehen. Sie wurde im Februar 1943 auf die volle Stärke aufgerüstet, mit drei Kompanien und 45 Tiger-Panzern nahm sie an der Abwehrschlacht im Donezgebiet und in der Mius-Donezstellung im März und April 1943 teil.
Danach wurde sie in den Raum von Charkow verlegt, dort kämpfte die Abteilung an vorderster Front beim Unternehmen Zitadelle. Nach den Kämpfen im Rahmen der 8. Armee am Dnjepr, bei Kiew und in der Südukraine, öffnete sie im Verband mit dem schweren Panzer-Regiment Bäke den Kessel von Tscherkassy und ermöglichte so den Ausbruch der deutschen Verbände aus diesem Kessel.
Die Panzer-Abteilung wurde von März bis Mitte April 1944 bei Tarnopol eingesetzt, danach ging es erst nach Lemberg und dann zur Wiederauffrischung auf den Truppenübungsplatz Ohrdruf in Deutschland zurück. 
Auffrischung in Deutschland mit Tiger II - Panzern
In Ohrdruf wurde die 1. Kompanie als erste Einheit zwischen dem 11. und 17. Juni der deutschen Wehrmacht auf den gerade erst verfügbaren Kampfpanzer VI Tiger II (Königstiger) umgerüstet. Während der Ausbildung auf dem Truppenübungsplatz Ohrdruf wurde die Einheit zweimal von Guderian besucht, bevor der Verlegungsbefehl eintraf.
Verlegung nach Frankreich
Ende Juni 1944 wurde die Abteilung mit acht Bahntransporten über Paris an die Invasionsfront in die Normandie (Operation Overlord) verlegt, sie traf am 2. Juli in Dreux ein. Von dort marschierte die Abteilung in vier Nächten 200 km bis zum Ort Rupierre, zwischen Troarn und Moult. Am 7. Juli lag die Abteilung ca. 15 km westlich von Caen als die Stadt von einem massiven Bombardement getroffen wurde. Es folgte die Eroberung der Stadt durch die Alliierten, in welche die Abteilung nicht eingreifen konnte. Am 11. Juli war die Abteilung dem Panzer-Regiment 21 unterstellt und die 3./ griff zur Bereinigung eines Frontdurchbruchs in Richtung Colombelles an. Der grade aus dem Lazarett zurückgekehrte Hauptmann Fromme befahl zwei intakt erbeutete Sherman-Panzer für die Abteilung zu sichern. Nach diesen ersten Erfolgen wurde die Abteilung am 18. Juli schwer von einem alliierten Luftangriff mit 2100 Bombern getroffen, an diesem Tag konnten noch acht Panzer der Abteilung gegen die vorstoßenden britischen Kräfte zum Einsatz gebracht werden. Ein Panzer (Feldwebel Schönrock) wurde von britischer Panzerabwehr zerstört und die restlichen waren durch das Bombardement schwer beschädigt, so dass diese im Einsatz von alleine in Brand gerieten. Die 3. Kompanie bestand am Abend nur noch aus einem einzigen Panzer. Die 1. und 2. Kompanie kämpften an diesem Tag bei Cagny an der N13, etwa 6 Kilometer südöstlich von Caen, gegen durchgebrochene britische Kräfte.
Gemeinsam mit Kräften der 21. Panzer-Division kämpften die beiden Kompanien Ende Juli bei Bretteville-sur-Laize, fünfzehn Kilometer südlich von Caen.
Rückzug aus Frankreich
Zwischenzeitlich hatte man die 3. Kompanie nach Mailly-le-Camp geschickt um neue Panzer zu übernehmen, auf dem Weg von dort zurück an die Front gingen bei einem Luftangriff Fahrzeuge und Besatzungsmitglieder verloren. Die Abteilung wurde in Beauvais zusammengeführt. Doch die Masse der Panzer der Abteilung ging beim folgenden Rückzug westlich der Seine bei Bouille und Rouen verloren, da es keine Fähren gab. Der letzte Königstiger der Abteilung gehörte zur 3. Kompanie und blieb bei Amiens zurück.
Verlegung nach Ungarn
Nach neuerlichen Auffrischung in Paderborn schlossen sie sich an die Abwehrkämpfe in Ungarn (Operation Horty), die Kämpfe im Raum Budapest, am Plattensee, der Donau, den Karpaten und nördlich von Wien an.
Am 12. Oktober 1944 wurde die Abteilung in Paderborn verladen und am 14. Oktober in Budapest ausgeladen und verlegte die 3. Kompanie anschließend in das ca. 30 km südlich gelegene Taksony. Am 15. Oktober verlegt 3./s.Pz.Abt. 503 nach Budakezy, da die ungarische Regierung den Kampf gegen die sowjetischen Truppen und die Westalliierten einstellen wollte. Panzer der Abteilung unterstützte Einheiten, welche weiterhin zu den ehemaligen deutschen Verbündeten hielten bei der Entwaffnung anderer Einheiten. Im Laufe des 16. Oktober wurde die politische Situation in Budapest gelöst und aufgrund einer schwierigen Lage an der Front entlang der Theiß, wurde die Abteilung der 24. Panzer-Division unterstellt. Ein Angriff ostwärts Szolnok war geplant.
Ende der Verbandsgeschichte durch Umbenennung
Die schwere Panzer-Abteilung 503 wurde am 21. Dezember 1944 in die schwere Panzer-Abteilung „Feldherrnhalle“ umbenannt.
Kommandeure
- Oberstleutnant Post: von Mai 1942 bis Januar 1943
- Oberstleutnant Erich Hoheisel: von Januar 1943 bis April 1943
- Hauptmann Clemens-Heinrich Graf von Kageneck:[41] von Mai 1943 bis Februar 1944
- Hauptmann Rolf Fromme:[42] von Februar 1944 bis Dezember 1944
- Hauptmann Dr. Ernst-Nordewin von Diest-Koerber (vormals Kommandeur der Schweren Panzer-Abteilung 509): von Dezember 1944 bis Januar 1945

### Schwere Panzer-Abteilung 504
Aufstellung

Kennzeichen der Schweren Panzer-Abteilung 504

Im Dezember 1942 wurde befohlen die schwere Panzer-Abteilung 504 mit einer Ausrüstung für den Tropeneinsatz (Tunesien) aufzustellen. Die Ausrüstung sollte aus 20 Pz.Kpfw. VI Ausf. H und 25 Pz.Kpfw. III (5 cm) bestehen.
Effektiv wurde die Einheit am 13. Januar 1943 im Wehrkreis XI als Schwere Panzer-Abteilung 504 mit zwei Kompanien aufgestellt. Anfang März des gleichen Jahres wurde die Abteilung für die Tropenverwendung auf drei Kompanien aufgerüstet. Eigentlich waren die aufgestellten Truppenteile schon im Januar 1943 als III./Panzer-Regiment 35 und erneut Ende Februar 1943 als III./Panzer-Regiment 8 für Afrika vorgesehen, die Verwendung wurde aber nicht ausgeführt. Am 20. März 1943 wurde eine 3. Kompanie für die Abteilung aufgestellt.
Tunesien 1943
Teile der Abteilung kamen nach Tunesien und wurden hier der Schweren Panzer-Abteilung 501 unterstellt. Im Mai 1943 wurde dort die Teile der Abteilung zerschlagen.
Sizilien 1943
Die nicht nach Tunesien verlegten Teile der Abteilung kamen Anfang Juli 1943 zur Panzer-Abteilung 215 beim neu eingerichteten Divisionskommando Sizilien. Dabei wurde die dritte Kompanie in 11. Kompanie / Panzer-Regiment „Großdeutschland“ umbenannt. Die 2. Kompanie / s.Pz.Abt. 504, ausgerüstet mit 17 Tiger I, wurde am 9. Juli 1943 der Fallschirm-Panzer-Division „Hermann Göring“ unterstellt. Mit der Division kam es nach der alliierten Landung, Operation Husky, am 10. Juli 1943 aus dem Raum südlich Piazza Armerina zu einem Angriff auf Landungsabschnitt der amerikanischen 1st Infantry Division bei und südöstlich von Gela.
In den Abwehrkämpfen auf der Insel Sizilien gingen alle Panzer bis auf einen, der mit den anderen noch vorhandenen deutschen Panzern in den Nächten des 10. und 11. August über die Meerenge von Messina evakuiert wurden, verloren.
Wiederaufstellung
Mit dem 18. November 1943 wurde beim Oberbefehlshaber West für das LVIII. Reserve-Panzerkorps aus der Panzer-Abteilung 18 die Schwere Panzer-Abteilung 504 erneut aufgestellt. Nach Tessin kämpfte sie erst in der Nordukraine und ging dann im September 1944 nach Italien.
Italien 1944
Nach anderen Quellen wurde sie bereits Anfang Juni 1944 nach Italien verlegt, wo sie bis zum 14. desselben Monats eintraf. Dort war sie bis Kriegsende der 10. Armee unterstellt.
Am 22. Juni war die schwere Panzer-Abteilung 504 bereits in Abwehrkämpfe gegen vorrückende Truppen der 5. US-Armee an der Tyrrhenischen Küste in der Toskana verwickelt. Ende Juli 1944 war sie zusammen mit anderen Einheiten zur Bandenbekämpfung im Raum Massa Carrara abgestellt. Am 15. August 1944 wurde die 1. Kompanie nach Wien verlegt, um am Tiger II ausgebildet zu werden, während die 2. und 3. Kompanie zur Erholung nach Parma verlegt wurden. Anfang September 1944 war die Abteilung beim Angriff der britischen 8. Armee auf die Gotenstellung südlich von Rimini erneut im Einsatz.
Italien 1945
Bis Januar 1945 ging die Abteilung mit der Front bis in den Raum Lugo-Massa Lombarda westlich von Ravenna in der Emilia-Romagna zurück.
Im Februar 1945 übernahm die schwere Panzer-Abteilung 504 die verbliebenen 15 Tiger I der bis dahin ebenfalls in Italien kämpfenden und nach Deutschland verlegten schweren Panzer-Abteilung 508. Damit war sie die einzige in Italien verbliebene Panzereinheit, die mit dem Typ Tiger I ausgerüstet war. Während der Alliierten Frühjahrsoffensive im April 1945 stand sie südöstlich von Bologna an den Flüssen Senio, Santerno und Sillaro der neuseeländischen 2. Infanterie-Division gegenüber und erlitt schwere Verluste. Am 22. April 1945 deckten Panzer der Abteilung den Rückzug deutscher Truppen bei Finale Emilia über den Fluss Panaro gegen angreifende Panzerverbände der südafrikanischen 6. Panzer-Division und ermöglichten so den Abzug der 1. Fallschirm-Jäger-Division in Richtung Po. Alle weiteren südlich des Po liegenden Panzer der Abteilung gingen beim Rückzug zum Po verloren. Zwei nördlich des Po bei Padua in der Instandsetzung befindliche Tiger I fielen in Venetien auf dem weiteren Rückzug Richtung Alpenrand aus.
Kapitulation
Am 2. Mai 1945 kapitulierten die Reste vor US-Truppen in Norditalien bei Agordo, Provinz Belluno.
Kommandeure
- Major August Seidensticker: von Februar 1943 bis Mai 1943 (ab März zeitgleich Kommandeur der Schweren Panzer-Abteilung 501)
- Hauptmann Kühn: von November 1943 bis September 1944
- Major Nill: von September 1944 bis Kriegsende

### Schwere Panzer-Abteilung 505
Aufstellung

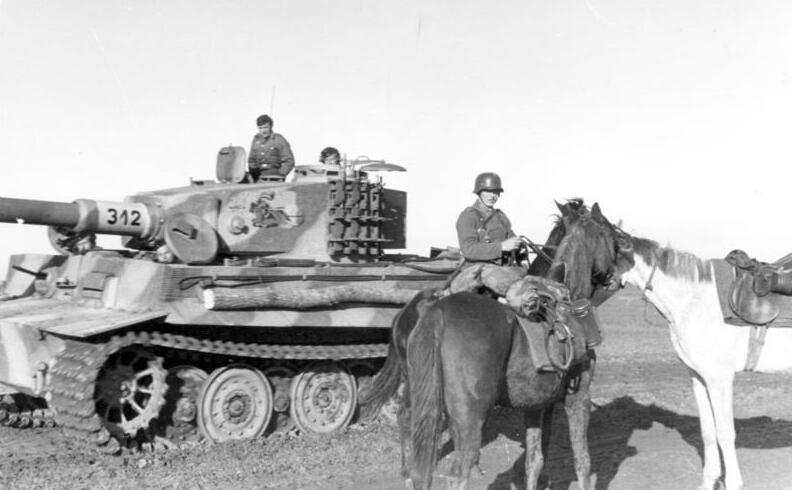
Tiger I mit dem Reitenden Ritter der s.Pz.Abt. 505

Die Aufstellung der schweren Panzer-Abteilung 505 wurde am 24. Januar 1943 mit 20 Pz.Kpfw. VI Ausf. H und 25 Pz.Kpfw. III (5 cm) befohlen. Per 12. Februar 1943 wurde durch den Wehrkreis III, XI und XII dann effektiv als Schwere Panzer-Abteilung 505 mit drei Kompanien aufgestellt.
Verlegung nach Osten
Die Aufstellung der Abteilung erfolgte im Februar im Westen, doch war die Einheit für die Ostfront vorgesehen und verlegte dann im April in den Bereich von Orel. Am 3. April 1943 wurde eine 3. Kompanie aufgestellt. Hier wurde sie der 9. Armee bei der Heeresgruppe Mitte zugeteilt wo Anfang Juli 1943 der Einsatz beim Unternehmen Zitadelle erfolgte.
Nach dem Ende der Angriffsoperationen am 18. Juli verlegte die Abteilung in den Raum Gortschakowo und wurde am 19. August der Korpsreserve des XXXXVI. Panzerkorps zugeteilt. Es folgten Abwehrkämpfe und Gegenstöße im Bereich des Korps, erst bei der 7. Infanterie-Division dann bei der 102. Infanterie-Division. Am 29. Juli wurde die Abteilung aus der Front herausgezogen und in den Raum Suchaja verlegt. Dort wurden 3 Panzer (Leutnant Naumann) bis auf weiteres der 4. Panzer-Division unterstellt. Die Funklenk-Kompanie 312 (Hauptmann Nolte) verließ die Abteilung und bis zum 2. August hatte die Abteilung Ruhe. Am 3. August wurde eine Gruppe mit 6 Fahrzeugen (Leutnant Knauth) der 6. Infanterie-Division zugeteilt und wehrte dort sowjetische Panzerangriffe ab. Ab dem 4. August folgten Kämpfe bei Glinki, bei denen der Panzer mit der Turmnummer 133 unter Verlust der gesamten Besatzung ausfiel. Am 5. August 1943 folgte ein Gegenstoß mit 4 Tigern, wobei der Panzer 333 durch Motorbrand ausfiel. Am nächsten Tag ereignete sich ein weiterer Totalausfall (gesprengt nach Beschädigungen) und zwei Panzer gingen defekt zur Werkstatt. In den folgenden Tagen kam es zu Kämpfen bei Krassny-Pachar, bei Troitzky und Ssokowo zur Bereinigung gegnerischer Einbrüche bei der 12. Panzer-Division und der 6. Infanterie-Division.
Nach einer Ruhe vom 11. bis 13. August folgte dann ein Artillerieüberfall mit Verletzung des Abteilungskommandeurs. Bis 28. August blieben sie bei der 4. Panzer-Division in Tschitschenoje, bevor dann nachmittags der Abmarsch in den Raum Rassoschka erfolgte. Anschließend wurde gruppenweise von dort nach Rosslawl verlegt. Die erste Gruppe (Kampfgruppe Majuntke) ging am 31. August in Rosslawl und Marsch auf der Rollbahn nach Jekimowitschi und weiter auf Jelnja und bezog Unterkunft in Korenewa. Weitere 10 Panzer gingen gegen 16:00 Uhr auf Befehl des XXXXI. Panzerkorps nach Bolschaja - Lipnia (9 km südlich Jelnja) und wurden dort dem „Sperrverband Oberstleutnant Kloche“ unterstellt. Am 4. September traf der letzte Transport ein und die Werkstatt wurde in einer Seilfabrik in Rosslawl eingerichtet.
Während des 8. Septembers erfolgte die Verlegung nach Danilowka mit einem technischen Ausfall von zwei Tigern und einem Munitionspanzer während des Marsches. Ab dem Morgen des 12. September weiterer Marsch nach Seschinskaja und von dort weiter in Richtung Dubrowka um gegen einen Brückenkopf über die Desna im Angriff anzutreten. Am 13. und 14. September kam es zu erfolglosen Angriffen auf den Ort Dewotschkino, am dritten Angriffstag wurde der Abteilungsführer Hauptmann von Nostitz-Wallwitz getötet. Oberleutnant Majuntke übernahm die Abteilungsführung. In den folgenden Stunden fielen die Panzer Nr. 311 (später gesprengt), II (abgeschleppt) und 300 (stehen gelassen) aus. Am 17. September zog die Abteilung in Richtung Smolensk ab, wo die letzten Teile im neuen Einsatzraum am 18. September eintrafen. Es folgte ein Gegenstoß bei Diatlowka, bei der Höhe 236,9 und bei Tutino gegen sowjetische Durchbrüche. Ein Panzer (200) geriet hinter die sowjetischen Linien, der Kommandant fiel und das Fahrzeug konnte nicht geborgen oder zerstört werden. Die Abteilung zog sich abends bis westlich von Strijino zurück.
Am 19. September befahl das Armeeoberkommando 4 die Verlegung der Abteilung in den Raum Orscha. Einen Tag später erfolgte die Abwehr eines Angriffs bei der 330. Infanterie-Division durch die Kampfgruppe Oberleutnant Knauth. Am 21. wurde ein Einbruch bei der Division bereinigt und am 22. September wurde die Kampfgruppe zur 35. Infanterie-Division geschickt, um einen Panzerdurchbruch zu bereinigen. Anschließend bei Swertschkowo zur Sicherung der Rollbahn eingesetzt, fielen die Panzer der Abteilung nach und nach aus (zerstört oder technischer Ausfall) bis am Abend nur die Nr. 133 und 311 übrig waren. Am 22. September verhinderten die beiden Panzer einen sowjetischen Vorstoß auf Potschino, danach fiel 311 mit Motorschaden aus. Am 25. September wehrt 133 anfangs alleine, später mit Verstärkung durch Panzer IV den weiteren sowjetischen Angriff in Richtung Smolensk ab. Nach einem Einsatz bei einer SS-Einheit war der Panzer defekt (Getriebeschaden) und wurde von zwei Panzer III (!) über die letzte offene Brücke bei Smolensk geschleppt. Die Abteilung hatte inzwischen in Katyn Quartier bezogen, wohin der 133 gebracht wurde.
Von Oktober 1943 bis April 1944 war die Abteilung im Raum Orscha eingesetzt. Kleine Kampfgruppen von 2 bis 6 Fahrzeugen kamen zum Einsatz. In Borissow wurde ein Instandsetzungs-Stützpunkt errichtet und für das AOK 4 wurde eine Alarmkompanie bereitgehalten. Quartiere bestanden für die 1. Kompanie in Bytschicha, die 2. Kompanie + Werkstatt in Orscha, für den Stab in Gorodok und die 3. Kompanie in Leschije. Am 12. Oktober waren 16 Tiger einsatzbereit. Ab dem 17. Oktober folgten Einsätze bei der 129. Infanterie-Division und der 20. Panzer-Division zur Bereinigung von Durchbrüchen und Wiederherstellung der Hauptkampflinie. Am 20. Oktober wurde sie als Heeresgruppen-Reserve nach Mogilew beordert. Am 22. Oktober traf die 3. Kompanie dort ein und der Rest am 23. im Straßenmarsch auf den Weg gebracht. Sieb blieb bis zum 31. Oktober in Reserve und verlegte ab dem 1. November zum Panzer-Armeeoberkommando 3. Per Bahn über Witebsk - Gorodok nach Bytschicha als Armee Reserve dem IX. Armee-Korps unterstellt. Am 6. November Unterstellung bei der 129. Infanterie-Division zur Rückgewinnung einer verlorenen Hauptkampflinie. Hierzu Angriff direkt ostwärts von Sesjulino, bei dem Lt. Klaaß fiel, Oberleutnant Diels schwer verwundet wurde und der Abteilungsführer leicht verwundet wurde. Die 1. und 2. Kompanie standen den gesamten Tag im Kampf und wurden am Abend in die Ausgangsstellung zurückbeordert. Am 8. November Unterstellung bei der 252. Infanterie-Division für einen Angriff in Richtung Sawereschje-See. Hierbei Ausfall aller beteiligten 14 Tiger-Panzer durch zumeist Minenschäden.
Am 17. November verlegte sie nach Witebsk. Am 1. Dezember erfolgte die Unterstellung beim Armeeoberkommando 4 und Verlegung zum XXVII. Armee-Korps. Anschließend folgten Einsätze bei Neu-Sselo und Schapyki in Kampfgruppen-Stärke. Am 6. Dezember waren zwei Fahrzeuge bei Lobany im Einsatz. Später verlegte die Abteilung nach Mogilew als Armeereserve. Es folgte die Verlegung nach Witebsk, wo die Abteilung der 6. Luftwaffen-Felddivision unterstellt wurde. Am 27. Dezember wurden bei einem größeren Gefecht 3 von 9 eingesetzte Tiger beschädigt. Es wurden 2 Tiger bei Schigalowo, und je zwei Tiger bei Matrassy und Jeldaschi eingesetzt. Der Wagen 01 des leichten Zuges wurde auf der Höhe 168,7 durch einen Volltreffer zerstört und die Besatzung getötet. Am 31. Dezember und am 1. Januar 1944 waren zwei Panzer am Abwehrkampf beteiligt. Am 5. Januar trat die 2. Kompanie zu einem Gegenstoß in Richtung Matrassy an, um die verlorene Höhe 174,6 zu gewinnen. Westlich Kowalkowo kam es zu einem Panzerduell. Am folgenden Tag musste die in der Nacht wieder vom Gegner besetzte Höhe 174,6 erneut gewonnen werden.
Am 7. und 8. Januar wurden gegnerische Angriffe auf Nowo abgewehrt, wobei am 8. Januar eine größere Zahl gegnerischer Panzer zerstört wurden. Der Abteilungsgefechtsstand lag am 9. Januar in Woroschilow, wo ein Besuch des Kommandeurs des LIII. AK, General Gollwitzer, erfolgt. Am 23. Januar reiste Hauptmann von Beschwitz ins OKH und wurde durch Hauptmann Uckert vertreten. Die Abteilung meldete am 24. Januar von 21 vorhandenen Tigern 15 als einsatzbereit. Am 3. Februar begann eine sowjetische Offensive mit einem Artillerieüberfall auf Woroschilowo. Nach einem Treffer im Quartier des Abteilungskommandeurs übernahm Oberleutnant Knauth die Abteilung und bildet 3 Kampfgruppen. Eine Kampfgruppe (3 Panzer) bei Toporino, eine Kampfgruppe (3 Panzer) bei Punkt 155,2 und eine Kampfgruppe zur Höhe 177,5. Gegen 13:00 Uhr fiel Wagen 132 mit Artillerievolltreffer aus. Ein Panzer (312) der KGr. von Höhe 177,5 wird beim Gegenstoß auf Bliny seitlich abgeschossen. Auch am 4. Februar gab es weitere Abwehrkämpfe bei Woroschilowo. Es folgten Gefechte am 6. und 7. Februar. Der 8. Februar verlief ruhig, doch am 9. Februar begann der sowjetische Angriff mit einem Artillerie-Bombardement ab 06:00 Uhr, bei dem eine größere Zahl gegnerischer Panzer abgeschossen wurde. Es folgten Einsätze bei Kakory, Kowalky und Kosly.
Vom 24. Februar bis zum 3. März hatte die Abteilung eine Ruhepause und konnte am 3. März von den vorhandenen 18 Tigern 16 als einsatzbereit melden. Am 6. März wurden Gegenangriffe bei Wolossowo im Bereich der 197. Infanterie-Division gefahren, die jedoch die alte Front der Division nicht wieder herstellen konnten. Am 7. März wurde die Abteilung verladen und von Witebsk in den Raum Smolensk transportiert. Am gleichen Tag wurde ausgeladen und nach Orscha verlegt, wo die Unterstellung bei der 78. Sturm-Division erfolgte. Am Morgen des 8. März bekämpften 3 Tiger an der Rollbahn nach Ostrow im Bereich des Sturm-Regiment 215 gegnerische Panzer.
In April 1944 ging die Abteilung für zwei Monate in die Nordukraine zur 4. Panzerarmee in den Raum bei Kowel und war dann ab Ende Juni 1944 gegen Operation Bagration im Einsatz. Die Reste der Abteilung wurden im Juli 1944 zurück nach Deutschland zur Auffrischung geschickt. Das Auffüllen mit neuen Männern von der Ersatzabteilung war am 4. September abgeschlossen.
In Deutschland lag der Verband auf dem Truppenübungsplatz Ohrdruf, von dem aus mehrfach Kommandos zu Henschel nach Kassel geschickt wurden, um neue Tiger II abzuholen. Drei werksneue Panzer gingen durch Brand in dieser Zeit verloren. Schon am 8. September wurde die Einheit wieder auf die Eisenbahn verladen und erreichte am 11. September Nasielsk im Osten. In der Unterstellung bei der 24. Panzer-Division sollte die Abteilung den sowjetischen Narew-Brückenkopf nördlich Serock angreifen. Hierzu wurde die Abteilung auf die Dörfer Paulinowo, Chrcymno, Restki, Slostowo und Swierkowo verteilt. Am 13. September wurde die Abteilung der Reserve der 2. Armee zugeteilt, der Gegenangriff auf den Brückenkopf entfiel. Die s.Pz.Abt. 507 lag nur 15 km nördlich. Ende September traf die 3. Panzer-Division in Nasielsk ein und die Abteilung wurde dieser unterstellt.
Am 4. Oktober 1944 fand ein gemeinsamer Angriff von der 3. und der 25. Panzer-Division und Teilen der 35. Infanterie-Division, sowie der gesamten 252. Infanterie-Division auf den Brückenkopf statt. Beim Dorf Pogoroelec gingen 5 Tiger II verloren. Am 8. Oktober erfolgte die Unterstellung bei der Panzer-Brigade 104, der Angriff scheitert, zwei defekte Tiger II konnten geborgen werden. Am 10. Oktober erfolgte der Marsch zum Bahnhof Nasielsk und am 11. die Verladung. Der Transport ging über Ziechenau, Mielau, Deutsch-Eylau, Insterburg, Gumbinnen, Eydtkau nach Wirballen zum XXVI. beziehungsweise XXVII. Armeekorps.
Im Jahre 1945 folgte der Einsatz in Ostpreußen, zuletzt bei der 5. Panzer-Division.
Kommandeure
- Major Bernhard Sauvant: von Februar 1943 bis 13. August 1943 (Verwundung)
- Hauptmann von Carlowitz (aus dem Stab der 9. Panzerarmee), in Vertretung: vom 14. August 1943 bis 15. September 1943 (gefallen)
- Hauptmann Werner Freiherr von Beschwitz: von September 1943 bis November 1944
- Major Otto-Friedrich Senfft von Pilsach: von November 1944 bis April 1945

### Schwere Panzer-Abteilung 506
Aufstellung
Am 8. Mai 1943 wurde per Verfügung des AHA vom 20. Juli 1943 in St. Pölten (Wehrkreis XVII) die Panzer-Abteilung 506 als Schwere Tiger-Abteilung mit drei Kompanien aus den Mannschaften der III./Panzer-Regiment 33 aufgestellt.
Die Gliederung erfolgte nach dem neuen KStN 1150e und der Verband verlegte ins Sennelager, um an den neuen Panzern ausgebildet zu werden. Als erster Kommandeur wurde Major Gerhard Willing bestimmt.
Zwischen dem 16. und dem 27. August trafen die vorgesehenen 45 Tiger-I-Panzer ein. Und schon am 25. August war befohlen worden, dass die Abteilung einsatzbereit gemacht werden musste. Kurz darauf befahl das OKH einen Bahntransport zur Heeresgruppe Süd nach Snamenka mit der Abfahrt am 10. September.
Verlegung in den Osten
Ab Ende September begann der erste Einsatz in Unterstellung beim XVII. Armee-Korps der 1. Panzerarmee mit Abwehrkämpfen am Brückenkopf von Saporoschje, dort traf der Verband zwischen dem 17. und 20. September ein. Während der Rückzugskämpfe mit der Sprengung der Brücke über den Dnjepr und Sperrung des Staudammübergangs wurde der Kommandeur der 3. Kompanie, Oberleutnant Hoffmann getötet. Ein sowjetischer Frontdurchbruch nach Übergang weiter nördlich führte dazu, dass am 23. Oktober eine Schlacht im Raum Kriwoj Rog entbrannte, bei der einer der vorstoßenden T-34 bis zum Gefechtsstand der Abteilung vordringen konnte. Die Tiger-Panzer konnten letztlich die eingedrungenen T-34 zerstören. Im Rahmen dieser Kämpfe fiel der Abteilungskommandeur, der die Mannschaften seit Sommer 1942, noch als Kommandeur der III./Panzer-Regiment 33, geführt hatte. Es folgte eine ruhigere Phase an der Front nördlich von Kriwoj Rog mit gelegentlichen Scharmützeln und vielen Instandsetzungsarbeiten. Neuer Kommandeur wurde Hauptmann Eberhard Lange, Hauptmann von Römer wurde Chef der 1. Kompanie und Oberleutnant Otto übernahm die 3. Kompanie. Um Weihnachten 1943 wurde die Abteilung eilig in einen Raum südlich von Kirowograd verlegt, wo im Einsatz Leutnant Bapistella fiel. Kurz darauf folgte die Bahnverlegung in den Raum Uman-Winniza mit Ausladung in Oratow. Der Werkstattzug verblieb teilweise bis zum 21. Januar in Kriwoj Rog, um Ersatzteile, die mit Me 323 „Gigant“ eingeflogen wurden, in Empfang zu nehmen.
Es folgten Einsätze bei der 16. und 17. Panzer-Division des III. Panzer-Korps, um die Bahnlinie Winniza-Uman zu halten. Am 1. Februar Verlegungsmarsch von 100 km über Land in einen Bereitstellungsraum für einen Gegenangriff auf den Kessel von Tscherkassy. In Kischenzy stieß erstmals der eigene Selbstfahrlafetten-Flak-Zug zur Abteilung, der bisher auf die eigene Ausrüstung gewartet hatte. Der Gegenangriff begann am 4. Februar unter schwersten Geländebedingungen. Am 6. Februar kam es zu einem Panzergefecht mit T-34. Am 8. Februar erfolgte ein Kampf von acht wegen Kraftstoffmangel nicht weitermarschierten Tigern gegen einen Angriff weiterer T-34. Aufgrund der Witterung war keine Versorgung der Panzer mit eigenen Lkw möglich und erst am 11. Februar wurde der Angriff fortgesetzt. Die 1. Panzerarmee bildete zu diesem Zeitpunkt das Schwere Panzer-Regiment Bäke und griff im Panzerkeil an. Das Regiment wurde durch die Luftwaffe per Abwurf versorgt. Nach schweren Kämpfen im Raum Lissjanka und am Gniloi Tikitsch wurde der Kessel am 17. bzw. 18. Februar erreicht. Beim folgenden sowjetischen Angriff musste sich die Abteilung zurückziehen und verlor mehrere Tiger-Panzer durch Eigensprengung wegen Treibstoffmangel oder fehlender Bergungsmöglichkeiten. Im restlichen Monat kam es zu Einsätzen bei der 17. Panzer-Division. Etwa um den 1. März verlegen die fahrbereiten Radfahrzeuge der Abteilung nach Schmerinka zur Auffrischung. Die in Mankowka stehenden Tiger der Abteilung wurden der s.Pz.Abt. 507 übergeben und die Abteilung verlegt für eine beschleunigte Auffrischung nach Befehl des OKH nach Lemberg.
Anschließend erfolgte der Abmarsch der Abteilung mit ca. 170 Fahrzeugen über Kamenez-Podolsk-Stanislau nach Lemberg. Panzer-Abholkommandos holten neue Panzer in Magdeburg ab. Noch bevor alle Fahrzeuge vorhanden waren, begann in der ersten Aprilwoche ein Einsatz bei der 100. Jäger-Division der 4. Panzer-Armee zum Freikämpfen des „Hube-Kessel“ von Westen aus. Dabei kam es zu Kämpfen in der Nordukraine im Raum Podhaide-Butschatsch an der Strypa. Führer der Abteilung zu dieser Zeit war Hauptmann Lange, der am 12. April die Einsätze zwischen Stanislau und Tarnopol führte. Kämpfe an der Strypa bei Bortniki im Rahmen der 19. Panzer-Division endeten mit dem Übersetzen über den Dnjestr mit Hilfe einer 70-Tonnen-Fähre. Anschließend erfolgte der Abmarsch in den Raum Stanislau, wo die 1. Infanterie-Division am 20. April unterstützt wurde. Bei Olesza fiel der Chef der 2. Kompanie, Oberleutnant Brandt. Am 1. Mai erlitt der Abteilungs-Arzt, Dr. Peloschek eine schwere Verwundung bei Chozimierz. Gemeinsam mit der Panzerjäger Abteilung „Zahn“ (Pz.Jg. Hornisse) wurde ein neuer sowjetischer Panzertyp erbeutet, ein Josef-Stalin II (IS-II). Die Werkstatt der Abteilung organisierte den Transport von Tlumatsch zur Heeresversuchsanstalt Kummersdorf.
Es folgt eine Ruhephase, bis Mitte Juni 1944 die Verlegung über den Dnjestr nach Norden in den Strypa-Abschnitt erfolgte. Anschließend kam es zu einem gemeinsamen Einsatz mit der 17. Panzer-Division und einer erneuten Quartiernahme in Słobódka. Neuer Abteilungs-Arzt wurde Oberarzt Dr. Weidner und neuer Chef der 2. Kompanie Hauptmann Wacker. Mitte Juli folgte eine Eilverlegung über 100 km nach Nordwesten in den Raum Zlozow. Dort wurde sie der 8. Panzer-Division unterstellt und vom 16. bis 21. Juli erfolgten Gegenangriffe nördlich und entlang der Straße Lemberg-Tarnopol, um das bei Brody eingeschlossene XIII. AK zu entsetzen. Die Kämpfe waren wenig erfolgreich, da nur wenige eingeschlossene Soldaten die vorstoßende Abteilung erreichten und der Chef der 3. Kompanie, Oberleutnant Panzl, am 17. April fiel. Am 22. Juli setzte sich die Abteilung ab, in Richtung Südwesten mit Verlust einiger Panzer, die keinen Kraftstoff mehr hatten oder nicht geborgen werden konnten. Einzelne Fahrzeuge waren zu schwer für einige Brücken und stürzten ab. Die Abteilung sammelte im Raum Drohobitsch im Vorland der Karpaten und marschierte durch die Karpaten nach Munkatsch in Ungarn. 
Auffrischung in Deutschland
Es folgte die Rückverlegung der Abteilung per Eisenbahn über Budapest und Wien auf den Truppenübungsplatz Ohrdruf. Im September 1944 erfolgte in Ohrdruf die geplante Auffrischung der Abteilung.
Verlegung an die Westfront
Anschließend kam der Einsatz an der Rurfront. 
Kurz vor Kriegsende war die Abteilung dann in der Eifel bei der 7. Armee.
Kommandeure
- Major Gerhard Willing: von Juli 1943 bis 23. Oktober 1943 (gefallen)
- Hauptmann Eberhard Lange: von November 1943 bis Januar 1945
- Hauptmann Kurt Heiligenstadt: von Januar 1945 bis 9. Februar 1945 (gefangengenommen)
- Hauptmann/Major Jobst-Christoph von Römer: von Februar 1945 bis April 1945

### Schwere Panzer-Abteilung 507
Erster Aufstellungversuch

Kennzeichen der Schweren Panzerabteilung 507

Ab dem 7. Mai 1943 wurde in Wien-Mödling (Wehrkreis XVII) die Aufstellung der Panzer-Abteilung 507 erstmals als schwere Tiger-Abteilung mit drei Kompanien aus der I./Panzer-Regiment 3 geplant. Die Ausstattung erfolgte aber dann doch mit Panzerkampfwagen V Panther und so wurde am 30. Juni 1943 die Abteilung wieder in I./Panzer-Regiment 3 umbenannt.
Aufstellung
Am 28. September 1943 wurde dann erneut in Wien-Mödling die Panzer-Abteilung 507 erstmals als schwere Tiger-Abteilung mit drei Kompanien aufgestellt und hierfür die Panzer-Ersatz- und Ausbildungsabteilung 4 herangezogen.
Im Jahre 1943 war die Abteilung im Westen dem LVIII. Reserve-Panzerkorps unterstellt.
Verlegung nach Osten
Erst 1944 verlegte die Einheit in die Nordukraine und war dort im Juni bei der 1. Panzerarmee nahe Zloczow und später in Warschau eingesetzt. Zu Kriegsende war die Abteilung der 2. Armee bei Zichenau und später in der Weichselmündung unterstellt.
Teile des Verband im Kampf mit US-amerikanischen Truppen
Ende März 1945 stehen Teile der Abteilung im Gefecht mit amerikanischen Streitkräften in Mitteldeutschland. 
Verlegung nach Prag
Mitte April 1945 wurde die Abteilung nach Prag verlegt, um aufgestellt zu werden. Nach der Übernahme von 10 Jagdpanzer Hetzer wurde am 6. Mai 1945 und der Versuch unternommen, auf amerikanisches Gebiet durchzubrechen, um nicht der Roten Armee in die Hände zu fallen. 
Kapitulation und Übergabe an die Rote Armee
Am 12. Mai 1945 kapitulierte die Abteilung vor amerikanischen Truppen, wurde dann aber an die Rote Armee ausgeliefert.
Kommandeure
- Major Erich Schmidt: von September 1943 bis August 1944
- Hauptmann Fritz Schröck: von August 1944 bis Mai 1945

### Schwere Panzer-Abteilung 508
Erster Aufstellungsversuch

Kennzeichen der Schweren Panzer-Abteilung 508

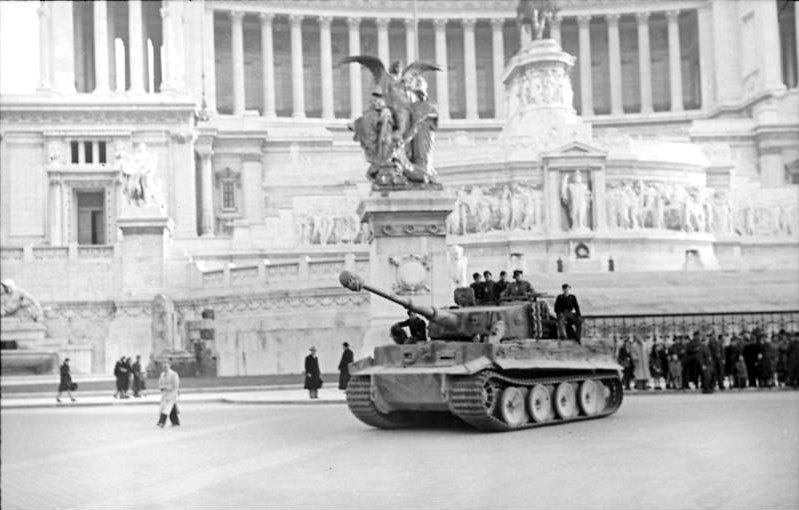
Tiger I vor dem Vittoriano beim Marsch durch Rom Februar 1944

Ähnlich, wie die Schwere Panzer-Abteilung 507, war auch die Schwere Panzer-Abteilung 508 für die Ausrüstung mit Tigern vorgesehen. Hierfür wurde am 11. Mai 1943 in Frankreich aus der I./Panzer-Regiment 29 eine Schwere Panzer-Abteilung mit drei Kompanien eingeplant, wobei die Ausrüstung aber mit Panthern erfolgte. Am 8. Juli 1943 wurde die Schwere Panzer-Abteilung 508 wieder in die I./Panzer-Regiment 29 umbenannt.
Aufstellung
Am 15. September 1943 folgte dann beim Oberbefehlshaber West die Aufstellung der Panzer-Abteilung 508 als schwere Tiger-Abteilung mit drei Kompanien. Bei der Aufstellung wurden Teile des ehemaligen Panzer-Regiments 8 verwendet.
Die 3. Kompanie wurde am 19. Februar aus der Panzer-Kompanie 313 (Fkl), einer mit Tigern ausgerüsteten Einheit für den Einsatz von schweren Ladungsträgern Borgward B IV, gebildet. Die Züge der 3./ s.Pz.Abt. 508 verfügten jeweils über 4 Tiger I und 9 Borgward B IV.
Verlegung in den Westen
Die Abteilung kam in den Westen zur 155. Reserve-Panzer-Division beim LVIII. Reserve-Panzerkorps. Für einen ersten Einsatz wurde die Abteilung Anfang November 1943 an die Ostfront verlegt.
Verlegung nach Italien zur 14. Armee
Sie wurde im Januar 1944 nach Italien zur 14. Armee geschickt, um die deutsche Offensive gegen den alliierten Brückenkopf in Anzio anzuführen.
Die Abteilung war am 15. Februar der 26. Panzer-Division unterstellt und stieß mit einem Zug in Richtung des Landungsbereich vor. Schlechte Witterung mit schlammigem Gelände stoppten den Vorstoß. Am 19. Februar erreichte die 2. Kompanie Aprilia. Am folgenden Tag wurde die schwere Panzerjäger-Abteilung 653 mit ihren Panzerjägern Elefant der s.Pz.Abt. 508 unterstellt. Zwischen dem 21. und 24. Februar schoss die Abteilung 20 US-amerikanische Panzer ab, davon 17 bei kleineren lokalen Vorstößen und 3 Panzer bei der Bereinigung eines amerikanischen Ausbruchsversuchs. Doch keiner der Gegenangriffe auf den Landungskopf veränderte die Lage. Ende Februar wurden zwei Sherman intakt erbeutet und von da ohne ihre Türme als „Bergewannen“ für beschädigte Tiger eingesetzt.
Am 29. Februar kam es zu einem letzten größeren Angriff auf den Landungskopf bei Cisterna. Von den angreifenden Panzern der 2. Kompanie wurden 8 in dem für Panzer schwierigen Gelände aus Hecken und sumpfigen Flächen abseits der Straßen durch die Tank Destroyer des 601st Tank Destroyer Battalion, durch die Schiffsartillerie und verlegte Minen beschädigt. Alle wurden unter alliiertem Feuer innerhalb der nächsten fünf Tage geborgen, doch vier waren so stark beschädigt, dass diese nur noch ausgeschlachtet werden konnten.
Nach diesem Kampfeinsatz wurde die Abteilung am 1. März mit nur 12 einsatzbereiten Tiger I dem Panzer-Regiment 69 unterstellt. Am 3. März 1944 wurden die restlichen Tiger I Ausf. E der ehemaligen schweren Panzer-Kompanie „Meyer“, die gerade als Tiger-Gruppe Schwebbach im Einsatz war, in die Abteilung eingegliedert. Dadurch wurde wieder ein ausreichender Bestand an Panzern erreicht.
Die Abteilung wurde aus der Front gezogen und war vom 5. bis 16. März in Rom. Da zwischenzeitlich Panzerersatz eingetroffen war, ging die Einheit in Überstärke im Raum Aprilia-Campoleone-Cisterna wieder an die Front. Gelegentlich mussten die Panzer indirekte Feuerunterstützung geben und die Borgward B IV hatten mit dem bergigen und sumpfigen Gelände Schwierigkeiten.
Ende Mai durchbrachen die Alliierten bei Monte Cassino die Front und aus dem Landungskopf aus.
Am 1. August 1944 waren von den vorhandenen 28 Tiger I nur 14 einsatzbereit, die verbliebenen Panzer der 2. Kompanie wurden in die 3. Kompanie eingegliedert. Am 14. August wurde der Raum Pisa erreicht. Die 1. Kompanie verlor Anfang September bei einem Verlegungsmarsch nach Savignano im östlichen Italien 11 Panzer durch technische Ausfälle. Die 2. Kompanie, die keine Fahrzeuge hatte, wurde in die Heimat nach Paderborn geschickt. Am 13. September kam es in Coriano zu einem Gefecht mit Kräften der kanadischen 5th Armoured Division, die wohl auf Tiger der 1. Kompanie stießen.
Am 14. September marschierte die 3. Kompanie von Bologna, über Imola, Faenza und Forli nach Cesena, wo sie am 30. September eintraf. Dort bezog sie eine Abwehrstellung gegen den britischen Vorstoß aus der Operation Olive heraus.
Am 1. Oktober waren 15 Tiger I einsatzbereit, 10 bei der 1./ und 3 bei der 3./. Der Verband war dem LXXVI (76.) Panzerkorps unterstellt. Ende des Monats mussten sich die deutschen Streitkräfte weiter nach Norden zurückziehen und am 20. Oktober wurden die restlichen Ladungsträger der 3. Kompanie zurück nach Deutschland geschickt.
Auffrischung in Italien
Am 1. November waren 14 Tiger I einsatzbereit und Ende des Monats wurde die 3./s.Pz.Abt. 508 aufgelöst und die Mannschaften der Kompanie zurück nach Deutschland geschickt. Mit nur 10 einsatzbereiten Panzer von insgesamt 15 verfügbaren, lag die Abteilung für Reparaturarbeiten und zur Erholung in Ospitale. Ende Dezember trafen neue Besatzungen ein und nach der Rückkehr in die Frontlinie kam es am 1. Januar 1945 Gefechten bei Faenza und am 3. Januar südlich von Solarolo.
1945 stand die Abteilung im Raum Udine.
Während des Januars und Anfang Februar leisteten die Panzer mit ihren Sprenggranaten teilweise artilleristische Feuerunterstützung. Am 12. Februar gingen die verbliebenen 15 Tiger I an die schwere Panzer-Abteilung 504, die weiter in Italien im Einsatz stand. Einige Soldaten wechselten ebenfalls zu dieser Einheit. 
Neuausrüstung mit PzKpfw Tiger II in Deutschland
Der restliche Verband war zur Erholung am 21. Februar in Pontebba und verlegte dann über Österreich nach Deutschland. Am 17. März begann die Ausbildung auf dem neuen Panzertyp Tiger II. 
Einsatz als Alarmeinheit mit behelfsmäßiger Ausrüstung
Doch am 27. März wurde der Einheit ein instandgesetzter Tiger I und sechs Panther zugeteilt, mit denen eine Kampfgruppe gebildet werden sollte. Hierbei sollte die 2. Kompanie als Infanterie kämpfen. Es kam vom 29. auf den 30. März zu Gefechten bei Husen, am 1. und 2. April bei Paderborn und Scherfelde dann am 5. April bei Hofgeismar und Polle. 
Kapitulation
Danach zog sich die Einheit in Richtung Berlin zurück, wo sie im Mai 1945 offiziell kapitulierte.
Kommandeure
- Major Helmut Hudel: von Januar 1944 bis Mai 1944
- Hauptmann Joachim Stelter: von August 1944 bis Mai 1945

### Schwere Panzer-Abteilung 509
Aufstellung

Kennzeichen der Schweren Panzer-Abteilung 509

Im Mai 1943 wurde die Schwere Panzer-Abteilung 509 in Schwetzingen unter Verwendung des Stabes und der I. Abteilung des seit 20. März 1943 bestehenden Panzer-Regimentes 204 (der 22. Panzer-Division) eine neue schwere Tiger-Abteilung mit drei Kompanien aufgestellt. Ab dem 9. September wurde das Personal für den Verband in Schwetzingen zugeführt und die Einheit verlegte kurze Zeit später auf den Truppenübungsplatz Sennelager nördlich Paderborn. Die Pz.Ers.u.Ausb.Abt. 500 übernahm die Einweisung und Schulung der Mannschaften. Fahrzeuge und Ausrüstung wurden dort bis zum 30. September übernommen.
Die Ausbildung im Verband der Einheit erfolgte nach Verlegung auf dem Truppenübungsplatz Mailly-le-Camp in Frankreich. Endpunkt des dortigen Lehrgangs war eine Gefechtsübung in Anwesenheit von Oberst Mildebrath am 17. Oktober 1943.
Verlegung in den Osten
Am 28. Oktober wurde die Einheit in den Süden der Ostfront abkommandiert. Dabei ging es per Eisenbahn von Mailly über Metz, Nürnberg, Dresden, Krakau, Lemberg nach Olesko, 60 km ostwärts Lemberg. Dort, am Morgen des 3. November eingetroffen, wurden den Tigern die normalen Marschketten aufgezogen und noch am gleichen Tag ging es bis Burdy. Zu dieser Zeit hatte Hauptmann von Lüttichau die Abteilung verlassen und sollte durch Major Gierga ersetzt werden, der aus Italien kam. In der 2. Kompanie ersetzte Dr. H. König als Kompanieführer den vorherigen Chef, Oberleutnant Hamp.
Am 4. November erreichten Teile der Abteilung Kasatin in der Ukraine, wo sich danach die Abteilung sammelte. Bis zum 6. November wurde die Abteilung auf der Schiene über Fastow (Fastiw) nach Mironowka (Myroniwka / 50 km nördlich von Kirowograd) weiterverlegt. Während der Nacht fuhr die Bahn zurück nach Alexandrowka (Olexandriwka) und nach dem Abkoppeln des Zuges verschwand die Lokomotive. In Kirowograd (Kirowohrad) wurde Oberleutnant Dr. von Diest-Koerber mitgeteilt, dass der Einsatz nun im Raum Kriwoj Rog (Krywyj Rih) erfolgen solle. Wegen einer unterbrochenen Bahnstrecke musste der Zug eine Umleitung fahren. In Bjela-Zerkow (Bila Zerkwa) wurde die 3. Kompanie ausgeladen und einer Kampfgruppe der 2. SS-Panzer-Division „Das Reich“ unterstellt. Die Kompanie marschierte mit der II. Abteilung des SS-Panzer-Regiments 2 in Richtung Kiew nach Grebeniki (Hrebinky) und bei einer Erkundung nordöstlich der Stadt wurden bei Ksaweiwka (Ksaverivka) und westlich davon sowjetische Verbände aufgeklärt. Es folgte am 9. November die Unterstellung unter die Kampfgruppe Kahlhammer, mit der von Grebeniki nach Osten ins Dorf Pawlowka (Pavlivka) zur 75. Infanterie Division marschiert wurde. Nachts ging es weiter über Janowka (Yosypivka ?) nach Ludwinowka (Lyudvynivka), von wo am 10. November zwei Vorstöße erfolgen. Zum einen fuhren vier Tiger nach Osten auf den Nordteil von Mirowka (Myrivka) vor und eine weitere Gruppe stieß nach Norden Richtung Germanowka (Hermaniwka) vor.
General Eberbach befahl am 8. November für den folgenden Tag den Angriff der 2. Kompanie und Teilen der 1. Kompanie einen Angriff in Richtung Fastow. Hierbei sollten die Tiger-Panzer in Fastowez (Fastivets) dem Panzer-Regiment 9 der 25. Panzer-Division unterstellt werden, was jedoch unmöglich wurde, da der Gegner sich bereits in Fastowez befand. So griff am 9. November die 2. Kompanie Fastowez an und konnte den Ort einnehmen. Verstärkt wurde die 2. Kompanie am Nachmittag durch einen Teil der 1. Kompanie. Da auch die Grenadiere der 25. PD erst nach Mittag eintrafen, wurden weitere Angriffe für den nächsten Morgen geplant. Am 10. November gewann die Kampfgruppe mit nun 18 Tiger-Panzern nach Nordwesten vorstoßend eine Höhe südlich Fastow und wehrte dort Gegenangriffe ab. Ein beschädigter Tiger wurde in der Nacht nach einem Bergungsversuch aufgegeben und gesprengt. Gleichzeitig trafen die restlichen Tiger der 1. Kompanie ein. Der eigentliche Angriff auf Fastow scheiterte, da die begleitenden infanteristischen Kräfte bereits einige hundert Meter hinter Fastowez liegen blieben.
Am 11. und 12. November sicherten die beiden Tiger-Kompanien südlich Fastowez in der Linie Mal. Polowez (Malopolovetske) – Fastowez (Fastivets). Ein Vorstoß sowjetischer Truppen in Richtung Bila Zerkwa wurde verhindert. Die 3. Kompanie ging bei Germanowka mit sechs Panzern gegen den Ostrand und gegnerische Kolonnen ostwärts des Dorfes vor. Beim weiteren Angriff Richtung Westen auf Ssemenowka (Semenivs’ka) blieb ein Tiger auf der Kirchhöhe (Kirche: Svyato-Uspens’ka Tserkva ?) wegen Spritmangel liegen. Ein Angriff am folgenden Tag von Südosten über die Kirchhöhe nach Ssemenowka war erfolgreich und die Kampfgruppe erreichte das Ortszentrum. Am 14. November endete die Unterstellung bei der Kampfgruppe Kahlhammer.
Am 15. November lag der Gefechtsstand der Abteilung in Koschenka (Koschanka) und die Trosse der Abteilung etwas südöstlich in Polowetzkoje (Malopolovets’ke). Bis zum 21. November konnten Fahrzeuge instand gesetzt werden, dann ging es mit der Abteilung von Jachny (Yakhny) in einem 30-km-Marsch nach Nordwesten nach Kornin (Kornyn), danach mit 5 Tigern voraus weiter nach Nordosten nach Turowka (Turbivka) und weiter bis Divin (Dyvyn). Am 22. November fuhren die Tiger der 3. Kompanie in den frühen Morgenstunden nach Nordosten zum Ort Ulitschka (Vil’shka) und stießen von dort auf Jastrebenka (Yastruben’ka) vor. Dadurch waren die sowjetischen Kräfte westlich des Ortes in Brussilow (Brussyliw) von ihren rückwärtigen Verbindungen abgeschnitten. Ein Angriff auf Brussilow am 24. November ging ins Leere, da sich die sowjetischen Truppen bereits aus der Stadt zurückgezogen hatten. Dies ermöglichte der 3. Kompanie, die zu dieser Zeit über sieben Tiger verfügte, am folgenden Tag eine Pause in der Stadt. Am 26. November ging es dann in südöstlicher Richtung nach Chomutez (Khomutets’), wobei ein weiterer instandgesetzter Panzer hinzukam. Am nächsten Tag ging es wieder nach Norden zur Straße östlich Brussilow in den Ort Dubrowka (Dibrivka). Zwei Tiger fuhren nach Jastrebenka, um dort die eigene Infanterie zu unterstützen. Am 29. November traf ein weiterer Tiger ein, dann herrschte etwas Ruhe. Am 1. und 2. Dezember fuhren jeweils zwei Tiger zur Frontlinie in Jastrebenka und unterstützten dort. Mit dem 4. Dezember erfolgt die Verlegung nach Shitomir (Schytomyr), wobei in Korostyschew (Korotyschiw) die Brücke über den Teteriw erst verstärkt werden musste, um den schweren Panzern die Überfahrt zu ermöglichen. Nach dem Marsch hatten mehrere Tiger Laufwerkschäden und drei fielen wegen größerer Reparaturen aus. Die restliche Kompanie wurde verlegt nach Norden nach Diwatschki (Divochky) für einen Angriff in westlicher Richtung auf Tschernjachow (Tschernjachiw) am 6. Dezember. Vier Tiger fielen beim Angriff auf Tschernjachow durch Minen aus, doch mit der Unterstützung der restlichen Tiger wurde der Ort eingenommen. Am 7. Dezember fuhren die Tiger in Richtung Nordosten nach Narash (Nerazh), von wo es weiter nordwärts nach Star. Buda (Stara Buda) und dann ostwärts nach Nowosselki (Novosilka) ging, wo es zu einem größeren Panzergefecht kam.
Am 9. November konnten bei Worssowka (Worsiwka?) vier fahrbereite T-34 geborgen werden. Am 10. Dezember griff die Abteilung Malin (Malyn) an, das Gelände war für die Panzer schwierig, da es viele Deckungsmöglichkeiten für den Gegner gab und ein Bachlauf den Vorstoß verzögerte. Deshalb fuhren die Panzer am Abend zurück nach Worssowka. Die weiteren Kämpfe bei Worssowka und südöstlich bei Medelewka (Medelivka) am nächsten Tag waren schwierig und die Abteilung hatte am Ende des Tages nur noch sechs einsatzbereite Panzer. Am 15. Dezember wurde die Einheit herausgezogen und bezog für drei Tage als Unterkunftsraum das Dorf Novo Buda ca. 20 km weiter westlich, um die Fahrzeuge wieder einsatzbereit zu machen. Mit 15 Panzern fuhr die Abteilung am frühen Morgen des 19. Dezember nach Janowka (Ivanivka ?). Nach Norden vorstoßend, gerieten zwei Panzer bei Fortunatowka (Fortunativka) in ein Minenfeld und fielen aus. Aus Fortunatowka heraus ging es weiter nach Nordwesten in Richtung Ustinowka (Ustynivka), und mit Stoßrichtung westlich am Ort vorbei wich der Gegner in ein Waldgebiet im Westen des Ortes vor an der Sdrilwlja-Brücke (Zdryvlya River) aus. Es kam zu schweren Kämpfen und weitere Minenfelder wurden passiert, ein Tiger wurde abgeschossen. Von dort ging es weiter bis Shloboda (Zlobychi ?) und nachts zurück nach Janowka.
```
Einsatz bei der ungarischen 1. Armee 
```

1944 kam die Abteilung zur ungarischen 1. Armee in den Bereich Podolsk und später Lemberg. 
Rückzugskämpfe in Ungarn und Kapitulation
Kurz vor Kriegsende kam die Abteilung über Ungarn nach Linz.
Kommandeure
- Hauptmann Hannibal von Lüttichau: von Juli 1943 bis Oktober 1943
- Major Kurt Gierga: von Oktober 1943 bis 15. Januar 1944 (verwundet)
- Oberleutnant Dr. Ernst-Nordewin von Diest-Koerber, mit der Führung beauftragt (vormals Kommandeur der Schweren Panzer-Abteilung 503): vom 15. Januar 1944 bis Ende Februar 1944
- Hauptmann Radtke: von Ende Februar 1944 bis 4. März 1944 (gefallen)
- Oberleutnant d. R. Dr. König: ab März 1944

### Schwere Panzer-Abteilung 510
Geschichte

Kennzeichen der Schweren Panzer-Abteilung 510

Am 10. Juni 1944 wurde in Paderborn die Panzer-Abteilung 510 als Schwere Tiger-Abteilung mit drei Kompanien aufgestellt. Hierbei wurde die 1./ aus der 1. Panzer-Lehr-Kompanie der Kompanieführerschule Versailles und die 2./ aus der 1. Ausbildungskompanie der Panzer-Ersatzabteilung 500 Paderborn gebildet. Weiteres Personal stammte von der Werkstatt-Kompanie der s.Pz.Abt. 504. Zum 16. Juni 1944 wurde die Abteilung zur Auffrischung nach Ohrdruf transportiert.
Die Einheit wurde Ende Juli/Anfang August 1944 im Raum Kowno erstmals zum Einsatz gebracht. Es folgten Kämpfe im Raum Schaulen, Kauen, Goldap, Nemmersdorf, Gumbinnen.
Bis 1945 war die Abteilung der Heeresgruppe Nord zugeordnet und kam dann zur 18. Armee in das Kurland.
Im März 1945 wurden zwei Kompanien aus der Kurland-Front herausgezogen und unter Führung von Hauptmann Hellpup in den Raum Kassel verlegt. Es verblieben 13 Tiger in einer Kompanie der 510. bei der 14. Panzer-Division in Kurland. Am 8. Mai 1945, nach der bedingungslosen Kapitulation der Wehrmacht, wurden die letzten Tiger gesprengt.
Kommandeure
- Major Kurt Gilbert: von Juni 1944 bis Mai 1945

### Tiger der Panzergrenadier-Division Großdeutschland
Aufstellung
Am 13. Januar 1943 wurde aus dem Stab des Panzer-Regiments 203 auf dem Truppenübungsplatz Neuhammer durch den Wehrkreis VIII das Panzer-Regiment Großdeutschland aufgestellt. Die I. Abteilung entstand am 1. März 1943 aus der Anfang Februar 1942 aufgestellten Panzer-Abteilung Großdeutschland und die II. aus der II./Panzer-Regiment 203. Eine 13. Kompanie wurde in Fallingbostel aus der 3./203 aufgestellt. Das Panzer-Regiment Großdeutschland erhielt damit als eine der ersten Einheiten eine eigene 13. Kompanie mit Tiger Ausf. H. Durch personelle Zuweisungen der Panzer-Ersatz- und Ausbildungs-Abteilung 500 erfolgte am 1. Juli 1943 im Sennelager die Aufstellung einer III. (Tiger)-Abteilung. In fortlaufender Kompaniebenennung wurde aus der bisherigen 13. Kompanie, die 9. Kompanie. Die ehemalige 3. Kompanie der s.Pz.Abt. 501 wurde zur 10. Kompanie und die ehemalige 3. Kompanie der s.Pz.Abt. 504 wurde zur 11. Kompanie.
Bildung der schweren Panzer-Abteilung Großdeutschland
Die III. Abteilung des PzRgt GD bildete am 13. Dezember 1944 als Tiger-Abteilung mit drei Kompanien die schwere Panzer-Abteilung Großdeutschland. Mit der Aufstellung des Panzerkorps Großdeutschland wurde am 28. Dezember 1944 die III. Abteilung / PzRgt Großdeutsschland zur Korpstruppe schwere Panzer-Abteilung Großdeutschland.
Verlegung in den Osten
Nach Ausrüstung mit neuen Panzern folgten Einsätze im Narew-Brückenkopf, im Raum Ortelsburg (Ostpreußen), bei Allenstein, bei Zinten. 
Im Kessel von Heiligenbeil, gingen zwischen dem 17. und dem 22. März 1945 bei Pörschen-Wolittnik die letzten Tiger-Panzer der Abteilung verloren. 
Verwendung der Überreste der Abteilung
Die Einheit wurde zuletzt als Infanterie eingesetzt.
Kommandeure
- Major Herbert Gomille: von Juni 1943 bis April 1944
- Oberleutnant/Major Baumungk: von April 1944 bis 9. August 1944 (verwundet)
- Hauptmann Bock: vom 9. August 1944 bis April 1945

## Aufstellung der schweren Panzer-Abteilungen der Waffen-SS
Neben dem Heer besaß auch die Waffen-SS schwere Panzer-Abteilungen:
- schwere SS-Panzer-Abteilung 101
- schwere SS-Panzer-Abteilung 102
- schwere SS-Panzer-Abteilung 103

Diese Abteilungen gingen aus den Tigerkompanien der SS-Divisionen Leibstandarte, Das Reich und Totenkopf hervor und waren Korpstruppen des I. II. und III. SS-Panzerkorps. Ende 1944 wurden die schweren SS-Panzer-Abteilungen dann unter den Nummern 501 bis 503 geführt, woraufhin die entsprechenden Heereseinheiten umbenannt wurden.

### Tiger der SS-Panzergrenadier-Division Leibstandarte-SS Adolf Hitler
Ursprung

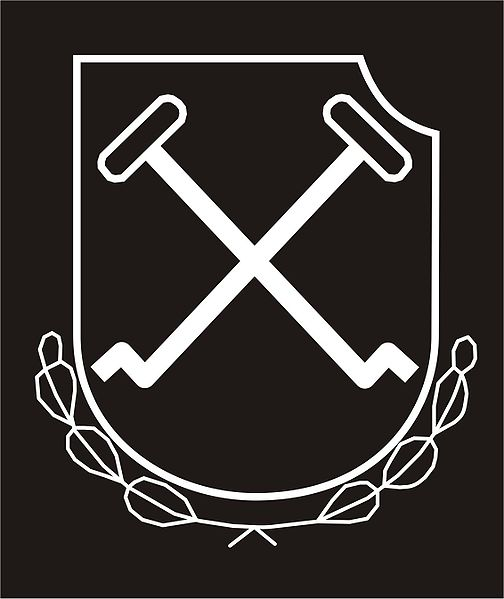
Kennzeichen der s.SS-Pz.Abt. 101

Per 15. November 1942 wurde eine schwere Panzerkompanie in das SS-Panzer-Regiment 1 gemäß dem Kriegsstärkenachweis „Schwere Panzerkompanie d“ vom 15. August 1942 eingegliedert. Damit erhielt die Kompanie eine Ausstattung mit 9 Pz.Kpfw. IV Ausf. H und 10 Pz.Kpfw. III (5 cm).
Im Oktober 1943 erfolgte die Umbenennung der SS-Panzergrenadier-Division Leibstandarte-SS Adolf Hitler in 1. SS-Panzer-Division. Die schwere Panzerkompanie kämpfte zu dieser Zeit südlich von Kiew ostwärts von Potschniki über die Kamenka. Südlich des Bachs Unowa folgte sie den Panthern der Abteilung auf Brussilow vorstoßend. Südostwärts Brussilow führte sie ein Gefecht, dann bis zum 24. November 1943 mehrere Tage Kämpfe zur Eroberung von Brussilow. Verlegung mit dem XXXXVIII. Panzerkorps in einen Versammlungsraum westlich Bahnlinie Shitomir-Korosten. Ab 6. Dezember 1943 stieß sie auf Styrty (Dorf) und Golowin vor. Weiter nach Tortschin und am 18.12. mit der 1. Panzer-Division zusammen auf Meleni. Nach Weihnachten 1943 Stoß nach Süden zur Abriegelung eines Durchbruch im Raum Berditschew. Es folgte ein gemeinsamer Abwehrkampf mit der s.Pz.Abt. 501 im Norden von Berditschew. Am 13. Januar 1944 Kampf gegen durchgebrochene sowjetische Truppen. Anschließend Verlegung für den Entsatz des Kessels von Tscherkassy und am 6. Februar 1944 Angriff in Richtung Gniloi Tikitsch, der am 8. Februar abends erreicht wurde. Am 10. Februar zusammen mit s.Pz.Abt. 503 und Panzergruppe „Bäke“ weiterer Entsatzangriff mit Vorstoß auf Oktjabr 25 km südlich des Kessel von Tscherkassy. Am 17. Februar Stoß in Richtung Ausbruchsversuch Dshurhenzy-Höhe 239.
Einschließung mit 1. Panzer-Armee im Raum Kamenez-Podolsk und Rückkämpfen zur eigenen Linie. Verlegung für die Wiederauffrischung nach Belgien.
Schwere SS-Panzer-Abteilung / General Kommando / I. SS-Panzerkorps LAH
Umgliederung der 13. Kompanie zur schweren SS-Panzer-Abteilung am 19. Juli 1943 gemäß dem Kriegsstärkenachweis 1176e mit 45 Tigern befohlen. Hierzu wurden im April/Mai 1943 weitere Tiger-Panzer zugeführt. Die Abteilung wurde dem II. SS-Panzer Korps direkt unterstellt, welches durch Umbenennung des I. SS-Panzer Korps LSSAH entstanden war. Im Rahmen einer Neuaufstellung des I. SS-Panzer Korps LSSAH ging die 3. Kompanie schwere SS-Panzer-Abteilung / General Kommando / II. SS-Panzer Korps zurück zur schweren Panzer-Abteilung des I. SS-Panzer Korps.

### Schwere SS-Panzer-Abteilung 101/501
Aufstellung

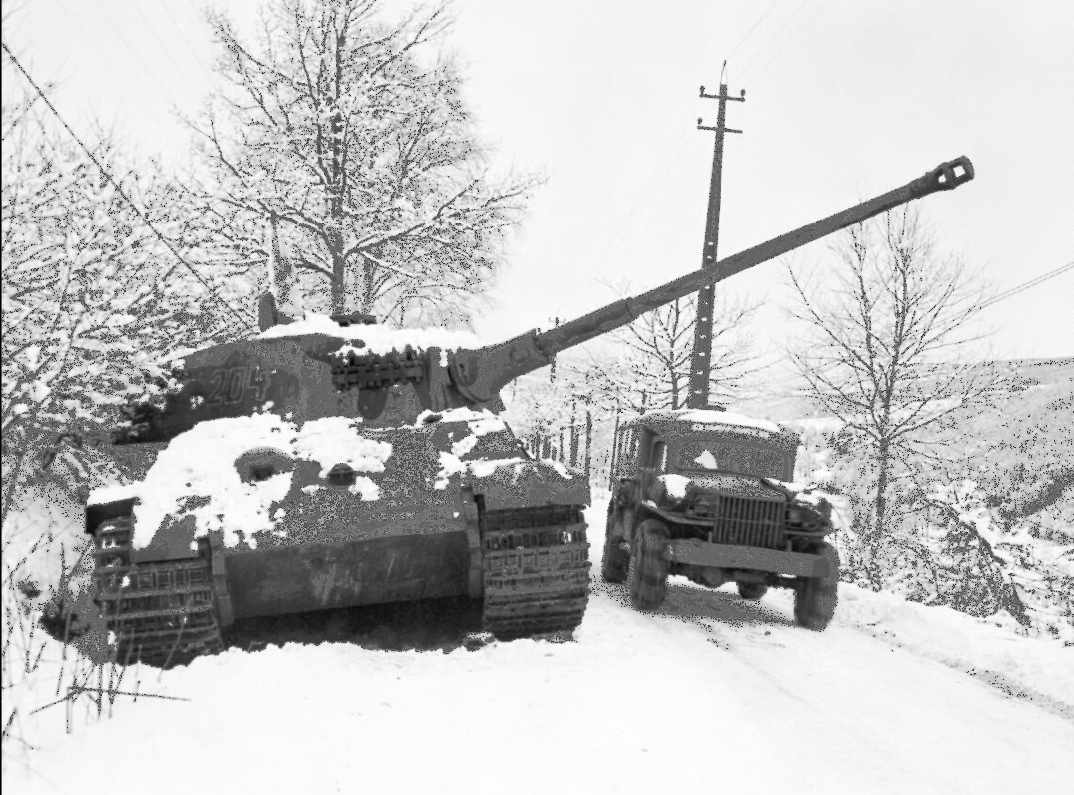
Bei La Gleize aufgegebener Tiger II der schweren SS-Panzer-Abteilung 501 im Dezember 1944.

Am 22. Oktober 1943 wurde aus der auf Befehl vom 27. Juli 1943 auf dem Truppenübungsplatz Mailly-le-Camp in Aufstellung befindlichen schweren Panzer-Abteilung (Tiger) des I. SS-Panzerkorps die schwere SS-Panzer-Abteilung 101 mit drei Kompanien aufgestellt. Die Unterstellung erfolgte unter das I. SS-Panzer-Korps Leibstandarte.
Im September 1944 wurde die Abteilung den Sondertruppen RFSS zugeteilt und in schwere SS-Panzer-Abteilung 501 umbenannt. Mit der Überführung zu den Sondertruppen hatte die schwere SS-Panzer-Abteilung 501 drei schwere Panzer-Kompanien (Tiger), eine Versorgungs- und eine Werkstatt-Kompanie. 
Einsatz in der Ardennenoffensive
1944 war die schwere SS-Panzer-Abteilung 501 in den Ardennen im Einsatz.
Verlegung nach Ungarn
Anfang 1945 verlegte der Verband nach Ungarn zum I. SS-Panzer-Korps an den Plattensee.
Kommandeure
- SS-Sturmbannführer Hein von Westernhagen: von Juli 1943 bis November 1943
- SS-Obersturmbannführer Leiner: von November 1943 bis Februar 1944
- SS-Obersturmbannführer Heinz von Westernhagen: von Februar 1944 bis März 1945
- SS-Sturmbannführer Kling: März/April 1945

### Tiger der SS-Panzergrenadier-Division Das Reich
Aufstellung der schweren Panzerkompanie Das Reich
Per 15. November 1942 wurde eine schwere Panzerkompanie in das SS-Panzer-Regiment 2 gemäß dem Kriegsstärkenachweis „Schwere Panzerkompanie d“ vom 15. August 1942 eingegliedert. Damit erhielt die Kompanie eine Ausstattung mit 9 Pz.Kpfw. VI Ausf. H und 10 Pz.Kpfw. III (5 cm). Aufstellung der (8.) Tiger-Kompanie der SS-Panzergrenadier-Division Das Reich im Dezember 1942 in Fallingbostel mit beschleunigtem Abschluss im Januar 1943.
Verlegung in den Osten
Eilverlegung nach Charkow und Ausweichbewegung von Februar bis März, ab März dann von Walki über Olschany an den nördlich Rand von Charkow, um die Stadt zu erobern. Am 17. und 18. März Angriff auf Bjelgorod und Eroberung dieses Verkehrsknotenpunktes. Beim Unternehmen Zitadelle am 5. Juli 1943 Angriffsspitze um 04:00 Uhr mit Durchbruch durch die ersten Verteidigungslinien und Panzerduellen. Am 6. Juli im Kampf gegen einen Panzerzug schwere Verluste. Teilnahme an der Panzerschlacht von Prochorowka am 12. Juli und am 13. Juli Durchbruch durch sowjetische Stellungen bei Winogradowka-Iwadie. Einstellung der Angriffsoperationen und Übergang zur Verteidigung mit Rückzugskämpfen zum Dnjepr. Kämpfe bei Fastow - Fastowez - Bjela - Zerkow - Grebeniki - Slawia - Zuckerfabrik vom 7. bis zum 15. November. In dieser Zeit viele Ausfälle durch Material verschleiß. Ab Mitte November 1943 Abwehrkämpfe im Raum Shitomir-Radomyschl. Bis 10. Februar 1944 praktisch alle Kampfwagen ausgefallen oder zerstört, weswegen an diesem Tag eine Übernahme von 5 neuen Fahrzeugen in Proskurow erfolgte. Ab 3. März Abwehrkampf bei Semjelintzy gegen sowjetische Offensive mit Verlust der letzten 6 Fahrzeuge und einiger Mannschaften. Kompanie zur Aufstellung der schweren SS-Panzer-Abteilung 102 herausgezogen.

### Schwere SS-Panzer-Abteilung 102/502
Am 22. Oktober 1943 wurde aus der seit Sommer in Frankreich in Aufstellung befindlichen schweren Panzer-Abteilung (Tiger) des II. SS-Panzerkorps die schwere SS-Panzer-Abteilung 102 aufgestellt. Die Unterstellung erfolgte unter das II. SS-Panzer-Korps. Im September 1944 wurde die Abteilung den Sondertruppen RFSS zugeteilt und in schwere SS-Panzer-Abteilung 502 umbenannt.
Mit der Überführung zu den Sondertruppen hatte die schwere SS-Panzer-Abteilung 502 drei schwere Panzer-Kompanien (Tiger), eine Versorgungs- und eine Werkstatt-Kompanie. 
Auffrischung in Deutschland
Später erfolgte eine Auffrischung im Truppenübungsplatz Sennelager. 
Verlegung in den Osten
Im März 1945 kam die schwere SS-Panzer-Abteilung 502 an der Oder beim XI. SS-Korps bei der 9. Armee zum Einsatz.
Kommandeure der Schwere SS-Panzer-Abteilung 102 und schwere SS-Panzer-Abteilung 502
- SS-Sturmbannführer Lackmann: von Januar 1944 bis März 1944
- SS-Sturmbannführer Weiss: von März 1944 bis August 1944
- SS-Sturmbannführer Kurt Hartrampf: von August 1944 bis Mai 1945

### Schwere SS-Panzer-Abteilung 103/503
Aufstellung
Die personelle Struktur der schweren SS-Panzer-Abteilung 103 wurde von der am 1. Juli 1943 als II. Abteilung/ SS-Panzer Regiment 11 aufgestellten Einheit übernommen. Diese Abteilung war von August 1943 bis Januar 1944 in Jugoslawien im infanteristischen Einsatz und verlegte im Anschluss in die Niederlande. Am 22. Oktober 1943 erfolgte die Aufstellung der schweren SS-Panzer-Abteilung 103 aus der seit dem Sommer im Westen in der Aufstellung befindlichen schweren Panzer-Abteilung des III. (Germ.) SS-Panzer-Korps. Die Abteilung erhielt drei Kompanien. Der Befehl zur Umgliederung in eine Tiger Abteilung wurde bereits am 1. November 1943 gegeben, doch erst Ende November konnte der Befehl ausgeführt werden. Die Unterstellung erfolgte unter das III. (Germ.) SS-Panzer-Korps und im Februar 1944 war die Abteilung im Raum Oldebroeck. Im September 1944 wurde die Abteilung den Sondertruppen RFSS zugeteilt und in schwere SS-Panzer-Abteilung 503 umbenannt.
Mit der Überführung zu den Sondertruppen hatte die schwere SS-Panzer-Abteilung 503 drei schwere Panzer-Kompanien (Tiger), eine Versorgungs- und eine Werkstatt-Kompanie. 
Einsatz im Osten
1945 hatte die Abteilung ihren Einsatz um Danzig im Bereich der Frischen Nehrung bei der 2. Armee.
Kommandeure der Schwere SS-Panzer-Abteilung 103/503
- SS-Sturmbannführer Paetsch: von Juli 1943 bis Februar 1944
- SS-Obersturmbannführer Leiner: von Februar 1944 bis Januar 1945
- SS-Sturmbannführer Friedrich Herzig: von Januar 1945 bis Mai 1945